# Serie A 2015-2016
La Serie A 2015-2016 è stata la 114ª edizione della massima serie del campionato italiano di calcio (l'84ª a girone unico), disputata tra il 22 agosto 2015 e il 15 maggio 2016 e conclusa con la vittoria della Juventus, al suo trentaduesimo titolo, il quinto consecutivo.
Capocannoniere del torneo è stato Gonzalo Higuaín (Napoli) con 36 reti, che ha così stabilito il nuovo primato della Serie A a girone unico, superando il precedente record di 35 gol stabilito da Gunnar Nordahl nell'edizione 1949-1950.

## Stagione
Il campionato è iniziato il 22 agosto 2015 con gli anticipi della prima giornata e si è concluso il 15 maggio 2016. Sono stati calendarizzati cinque turni infrasettimanali: il 23 settembre, il 28 ottobre 2015, il 6 gennaio, il 3 febbraio e il 20 aprile 2016. Sono programmate soste per il 6 settembre, l'11 ottobre, il 15 novembre 2015 e il 27 marzo 2016 per consentire lo svolgimento degli incontri tra squadre nazionali, mentre il 27 dicembre 2015 e il 3 gennaio 2016 il campionato si è fermato per la sosta natalizia.
Il numero di squadre e le modalità di qualificazione alle competizioni organizzate dall'UEFA sono le stesse della stagione precedente. Al termine del campionato, le prime tre squadre classificate ottengono il diritto a partecipare alla Champions League 2016-2017, le prime due alla fase a gironi e la terza al turno di play-off o al terzo turno di qualificazione, a seconda dei risultati delle coppe europee; la quarta e la quinta in graduatoria, invece, potranno iscriversi all'Europa League 2016-2017, unitamente alla formazione vincitrice della Coppa Italia. La sesta classificata avrà diritto a partecipare all'Europa League nel caso in cui la trionfatrice nella coppa nazionale sia già ammessa alle competizioni europee. Come nella passata stagione, in virtù della modifica del regolamento dell'UEFA Europa League, la quarta classificata del campionato e la vincitrice della coppa nazionale accederanno direttamente alla fase a gironi della seconda competizione continentale per club. Qualora la vincitrice della coppa ottenga in campionato un piazzamento valido per la partecipazione alla UEFA Champions League, la quinta classificata del torneo accederà direttamente alla fase a gironi dell'Europa League, mentre la sesta classificata accederà al terzo turno di qualificazione della medesima manifestazione.
Le prime otto classificate accederanno direttamente agli ottavi di finale, da disputare in casa, della Coppa Italia 2016-2017 in quanto teste di serie. Nel caso in cui la vincente della Coppa Italia 2015-2016 non dovesse arrivare nelle prime otto posizioni sarebbe l'ottava del campionato a non essere ammessa agli ottavi.
A sostituire Cagliari, Cesena e Parma (quest'ultimo ulteriormente retrocesso in Serie D per fallimento), retrocesse in Serie B nella stagione precedente, il 114º campionato italiano di calcio vede al loro posto il Carpi e il Frosinone, che fanno il loro esordio assoluto in Serie A, e il Bologna, tornato nella massima serie dopo una stagione di assenza. Era dal 1993-94 che non si presentavano al via ben due matricole: all'epoca furono il Piacenza e la Reggiana a debuttare insieme nella massima serie. Novità in fatto d'impianti per l'Udinese, che da questa stagione gioca nel rinnovato Friuli di Udine.
Anche per questa stagione, la terza volta nella storia della massima categoria a girone unico, saranno presenti in calendario cinque derby cittadini (Genova, Milano, Roma, Torino e Verona), in più ci saranno due derby provinciali (a Firenze tra Fiorentina ed Empoli e a Modena tra Sassuolo e Carpi). Per la prima volta nella storia moderna (dalla stagione 1955-1956 a oggi), il derby meneghino sarà giocato tra due club entrambi esclusi dalle coppe europee. Ancora per la terza volta, saranno tre le squadre non appartenenti a città capoluogo di provincia – la neopromossa Carpi, assieme al Sassuolo ed Empoli – al via della Serie A: è la seconda volta che accade dal secondo dopoguerra a oggi; l'unico precedente nel girone unico risale all'annata precedente, in cui presero parte Cesena, Empoli e Sassuolo. È anche la prima volta in assoluto in cui una provincia è rappresentata da due squadre provenienti dalla provincia e non dal suo capoluogo; è il caso di Modena, le cui due squadre sono il Sassuolo e il neopromosso Carpi.
A partire da questa stagione, all'inizio di ogni partita, verrà diffuso negli stadi il nuovo inno della Serie A: si tratta del brano O generosa!, appositamente composto dal musicista marchigiano Giovanni Allevi. Inoltre, nel campionato debutta la tecnologia di porta (già presente nella Bundesliga tedesca e nella Premier League inglese) con l'utilizzo dello Hawk-Eye, un sistema di rilevazione che segnala se il pallone ha effettivamente oltrepassato la linea di porta, eliminando così la possibilità di gol fantasma. Una piccola novità è rappresentata anche dagli orari delle partite: molto più sovente che in passato è prevista una partita della Serie A alle ore 15:00 del sabato (a cui si affiancano gli anticipi del sabato ai soliti orari delle 18:00 e delle 20:45).

### Calciomercato

#### Sessione estiva

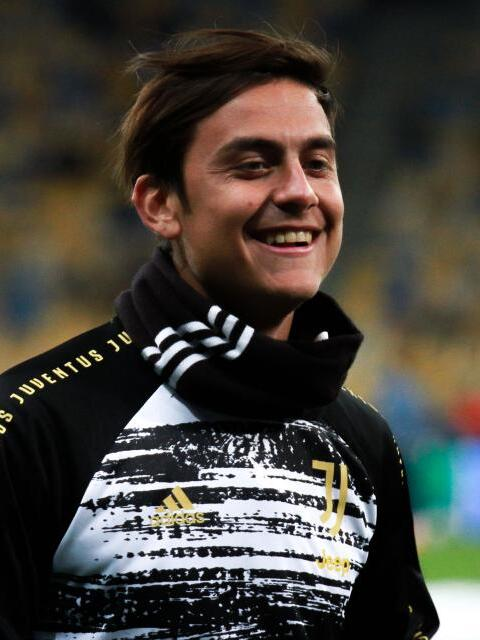
Il giovane argentino Paulo Dybala è chiamato a raccogliere l'eredità del connazionale Tévez in una rinnovata Juventus, orfana di vari protagonisti del precedente quadriennio di successi.

La Juventus, confermatasi campione d'Italia per il quarto anno di seguito, si assicura le prestazioni del giovane attaccante argentino Paulo Dybala, una delle rivelazioni della stagione del Palermo; la squadra piemontese tessera inoltre il campione del mondo del 2014 Sami Khedira, in scadenza di contratto con il Real Madrid, l'attaccante croato Mario Mandžukić, proveniente dall'Atlético Madrid, il difensore brasiliano Alex Sandro dal Porto, e l'attaccante Simone Zaza, riscattato dal Sassuolo. Tali acquisti fanno da contraltare alle cessioni eccellenti di Carlos Tévez, che torna al Boca Juniors, Andrea Pirlo, che approda in MLS al New York City, Angelo Ogbonna, che si trasferisce al West Ham Utd, e Arturo Vidal, al Bayern Monaco. Dopo la partenza negativa in campionato la società sistema il centrocampo con Juan Cuadrado, in prestito dal Chelsea, Hernanes dall'Inter e con il giovane Mario Lemina, in prestito dall'Olympique Marsiglia. Di contro Fernando Llorente, dopo essere stato liberato a parametro zero, si accasa al Siviglia, Kingsley Coman passa al Bayern Monaco in prestito mentre ai marsigliesi si trasferiscono Mauricio Isla e Paolo De Ceglie.
La Roma rinforza il reparto offensivo ingaggiando Mohamed Salah in prestito dal Chelsea, Edin Džeko dal Manchester City e lo spagnolo Iago Falque dal Genoa. La squadra capitolina ingaggia inoltre il portiere polacco Wojciech Szczęsny, proveniente dalla squadra londinese dell'Arsenal. Nel reparto arretrato inoltre si assicura le prestazioni del nazionale francese Lucas Digne, in prestito dal Paris Saint-Germain e di Antonio Rüdiger, nazionale tedesco, in prestito oneroso dallo Stoccarda. Vivace anche il capitolo delle cessioni: Seydou Doumbia torna al CSKA Mosca e Mapou Yanga-Mbiwa torna in patria a vestire la maglia dell'Olympique Lione. Mattia Destro, tornato dal prestito al Milan e non rientrando nei piani della società, viene ceduto ai neopromossi del Bologna. Proprio ai rossoneri milanesi approdano invece i romanisti Andrea Bertolacci e Alessio Romagnoli, rispettivamente per 20 e 25 milioni di euro.

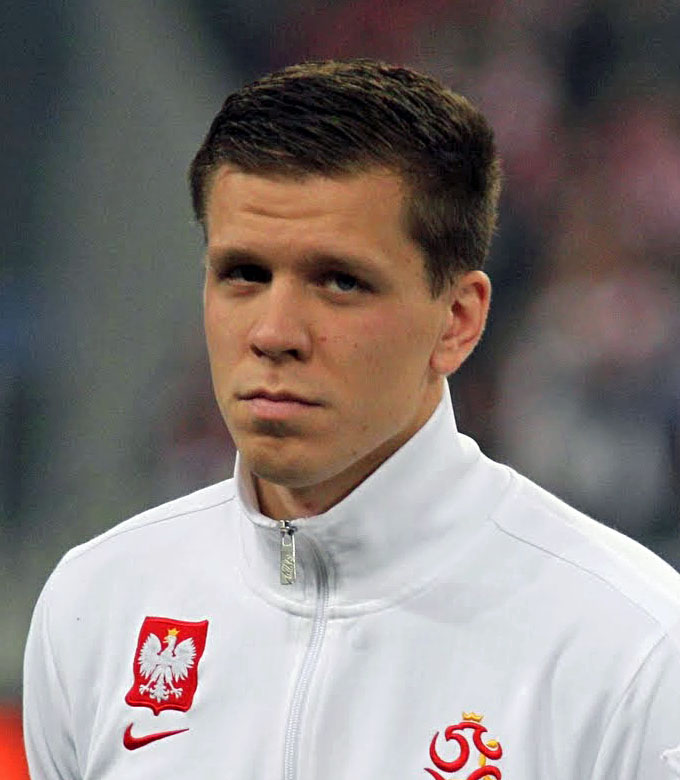
Il portiere polacco Wojciech Szczęsny, neoacquisto di una Roma accreditata alla vigilia tra le favorite al titolo.

L'Inter rinnova il reparto arretrato acquistando il difensore colombiano Jeison Murillo dal Granada, il terzino spagnolo Martín Montoya dal Barcellona, il brasiliano João Miranda dall'Atletico Madrid e Alex Telles in prestito dal Galatasaray. Si assicura i centrocampisti Geoffrey Kondogbia dal Monaco e Felipe Melo dagli stessi turchi ingaggiando inoltre l'esterno Ivan Perišić dal Wolfsburg. I nerazzurri prelevano poi l'attaccante montenegrino Stevan Jovetić dal Manchester City, e Adem Ljajić dalla Roma. Per quanto riguarda le uscite, Podolski torna all'Arsenal, Kovačić viene ceduto al Real Madrid. Anche Xherdan Shaqiri termina la sua avventura in nerazzurro trasferendosi agli inglesi dello Stoke City, così come Hernanes che si sposta alla Juventus.
Il Milan, che affida la propria panchina a Siniša Mihajlović, prova una nuova rifondazione: arrivano Andrea Bertolacci e Alessio Romagnoli dalla Roma e in attacco Carlos Bacca e Luiz Adriano rispettivamente dal Siviglia e dallo Šachtar. Di contro, il Milan cede diversi giocatori, tra cui Stephan El Shaarawy che si trasferisce al Monaco. Dopo il debutto in campionato accoglie per la seconda volta in attacco Mario Balotelli, giunto in prestito dal Liverpool e il centrocampista slovacco Juraj Kucka dal Genoa.
La Lazio acquista, tra gli altri, Sergej Milinković-Savić dal Genk e l'attaccante Alessandro Matri, in prestito dal Milan. La cessione più significativa è quella di Lorik Cana, che passa al Nantes. La Fiorentina, persi Salah e Mario Gómez, ceduto in prestito al Beşiktaş, ingaggia i centrocampisti Mario Suárez dall'Atlético Madrid in uno scambio con Stefan Savić e Jakub Błaszczykowski in prestito dal Borussia Dortmund, rimpolpando l'attacco con il croato Nikola Kalinić, proveniente dal Dnipro. Il Napoli si rinforza coi centrocampisti Allan dall'Udinese e Mirko Valdifiori dall'Empoli. In porta ritorna lo spagnolo Pepe Reina dopo un anno al Bayern Monaco. La difesa viene potenziata con il terzino Elseid Hysaj dall'Empoli e il difensore Vlad Chiricheș dal Tottenham. Lasciano la squadra partenopea Miguel Ángel Britos che passa al Watford, Gökhan Inler ceduto al Leicester City e Walter Gargano che si trasferisce dai messicani del Monterrey.

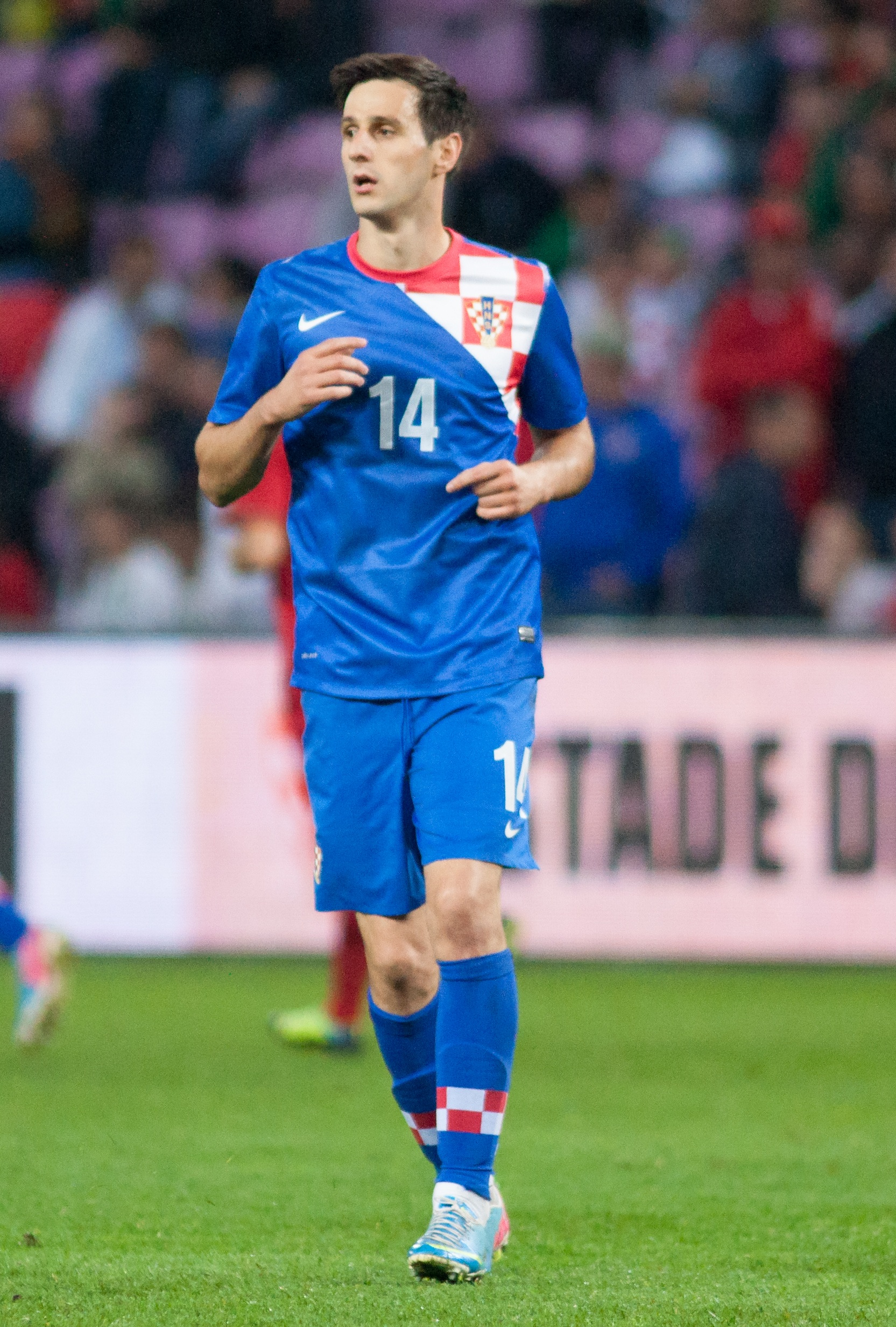
Il croato Nikola Kalinić, nuova punta dell'outsider Fiorentina di Paulo Sousa.

Il Genoa si muove molto sul mercato, portando in rossoblu diversi giocatori di livello internazionale: Goran Pandev e Blerim Džemaili (entrambi dal Galatasaray), Cristian Ansaldi (Zenit), Diego Capel (Sporting Lisbona) e Diogo Figueiras (Siviglia). La Sampdoria ingaggia, tra gli altri, il brasiliano Fernando dallo Shakhtar e riesce a rivestire di blucerchiato il fantasista d'attacco Antonio Cassano, svincolato a gennaio dal Parma. I blucerchiati cedono inoltre Samuel Eto'o ai turchi dell'Antalyaspor e Stefano Okaka all'Anderlecht. Il Torino preleva dall'Atalanta il difensore Davide Zappacosta e il centrocampista Daniele Baselli; in attacco ottiene dal Palermo il talentuoso Andrea Belotti, pagato circa 8 milioni di euro. La cessione più importante è quella di Matteo Darmian che va a giocare nella Premier League al Manchester Utd. Il Bologna si assicura le prestazioni del portiere svincolato Antonio Mirante, acquistando diversi giocatori per il reparto offensivo: arrivano Emanuele Giaccherini dal Sunderland, Anthony Mounier dal Montpellier, Franco Brienza dal Cesena e Mattia Destro dalla Roma. Le altre formazioni si rinforzano con qualche acquisto importante: Atalanta (Gabriel Paletta e Gaetano Monachello), Carpi (Cristian Zaccardo, Ryder Matos e Marco Borriello), Empoli (Łukasz Skorupski) Palermo (Aleksandar Trajkovski e Alberto Gilardino), Sassuolo (Grégoire Defrel), Udinese (Duván Zapata) e Verona (Pazzini).

#### Sessione invernale
Napoli e Juventus non si muovono molto sul mercato. La Fiorentina cede Mario Suárez, destinazione Watford e Giuseppe Rossi, che ritorna in Spagna, al Levante; mentre approdano in viola l'ex-Lazio e Inter Mauro Zárate (dal West Ham) e lo spagnolo Cristian Tello (in prestito dal Barcellona) e l'argentino Tino Costa proveniente dal Genoa. In casa Inter arriva dalla Sampdoria l'italo-brasiliano Éder, mentre viene ceduto al club cinese dello Shanghai Shenua il colombiano Fredy Guarín. I nerazzurri danno alla Sampdoria i difensori Andrea Ranocchia e Dodô, entrambi in prestito; mentre fa ritorno in Spagna (al Betis) il terzino Martín Montoya. 

Il fantasista sudamericano Diego Perotti, reduce da una positiva prima parte di campionato al Genoa, va a rinforzare in gennaio il reparto avanzato della Roma, contribuendo all'ottimo girone di ritorno che vale ai giallorossi di Luciano Spalletti la qualificazione ai play-off di Champions League.

La Roma riporta in Italia Stephan El Shaarawy, nella prima parte della stagione al Monaco e prende dal Genoa il fantasista Diego Perotti. Salutano il club capitolino gli attaccanti Juan Iturbe (al Bournemouth) e Gervinho (in Cina all'Hebei Fortune). Inoltre svincola il terzino britannico Ashley Cole e cede in prestito al Newcastle Utd il rientrante dal Cska Mosca Seydou Doumbia. Il Milan riaccoglie nella propria rosa il ghanese Kevin-Prince Boateng, lasciato libero dallo Schalke 04, mentre cede il trequartista Suso e l'esterno Alessio Cerci al Genoa. Lascia i rossoneri anche l'olandese Nigel de Jong e, a mercato chiuso, viene rescisso il contratto con Antonio Nocerino.
In bassa classifica, importante colpo del Torino, che riaccoglie la punta Ciro Immobile, in prestito con diritto di riscatto dal Borussia Dortmund, giocatore che prende il posto di Fabio Quagliarella (Sampdoria). Il Chievo perde l'attaccante Alberto Paloschi, ceduto in Premier League allo Swansea City. L'Atalanta si affida a due giocatori esperti come Alessandro Diamanti e Marco Borriello, mentre danno l'addio due figure importanti come Germán Denis (Independiente), e Maxi Moralez, che va in Messico al León. Le due genovesi rivoluzionano un po' tutta la rosa. Il Genoa cede Perotti (Roma) e acquista Suso e Cerci dal Milan. La Sampdoria si rinforza con gli acquisti di Quagliarella, Dodô e Andrea Ranocchia. Il Carpi cede diversi giocatori, su tutti Ryder Matos (Udinese) e Borriello (Atalanta). Il Verona, che occupa l'ultimo posto della classifica, lascia partire Sala (Sampdoria) e Hallfreðsson (Udinese).

### Avvenimenti

#### Girone di andata
A conclusione della 2ª giornata, la classifica suona già sorprendente: al comando c'è l'insolito terzetto Chievo, Inter e Sassuolo a punteggio pieno, mentre la Juventus si ritrova sul fondo ferma a zero punti. Dopo la sosta l'Inter inizia a prendere il largo, e, con un percorso netto, il 23 settembre 2015 si ritrova prima; i nerazzurri, che non guidavano la classifica da cinque anni, si giovano soprattutto dell'invulnerabilità difensiva, incassando una sola rete nei primi 450'. La sua fuga si arresta però dopo la sconfitta con la Fiorentina, che alla sesta giornata compie l'aggancio. Nell'anticipo del 3 ottobre il Torino spreca l'occasione di conquistare il comando solitario, perdendo contro un Carpi alla prima storica affermazione in massima serie.

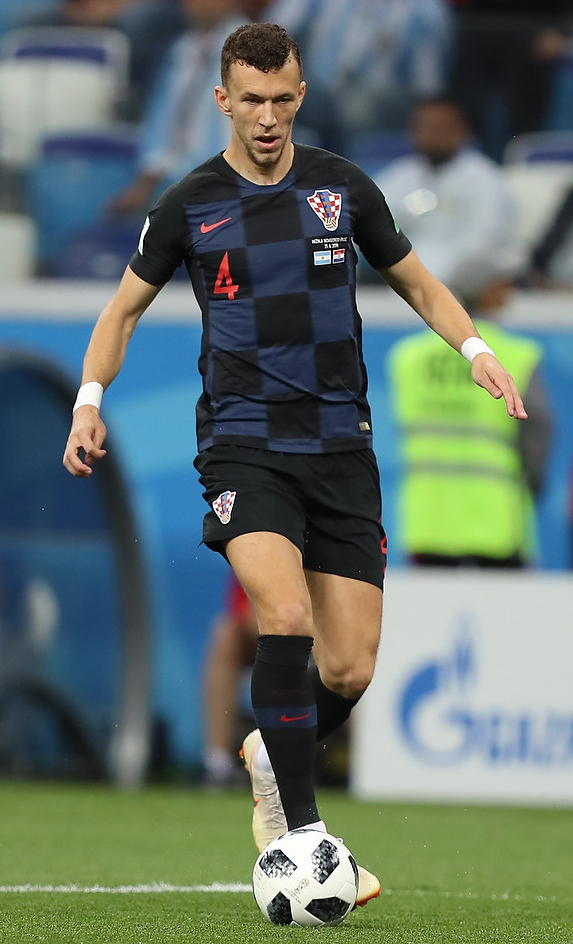
L'ala slava Ivan Perišić, neoacquisto di un'Inter che anche grazie alle sue prestazioni, nel girone di andata staziona stabilmente ai vertici della classifica.

Il momentaneo calo interista fa guadagnare il primato ai viola di Paulo Sousa, che dopo diciassette anni si ritrovano in testa al campionato, rimanendoci per le successive tre giornate e mostrando al contempo un buon gioco, e alla Roma, messa al tappeto dai milanesi nel confronto dell'undicesima giornata. La squadra di Roberto Mancini riprende la vetta il 22 novembre, battendo la matricola Frosinone (4-0), dopo che la Fiorentina era tornata momentaneamente avanti. Nella giornata successiva la capolista cade in casa del Napoli, perdendo la testa della classifica proprio a favore dei partenopei che tuttavia resistono in vetta solo una giornata: dopo la sconfitta in casa del Bologna, la formazione di Maurizio Sarri viene scavalcata dall'Inter che ritorna davanti a tutti. Intanto la Juventus ritrova una quadratura al proprio gioco e inizia a risalire la china, inanellando nove successi di fila. I turni a ridosso della sosta natalizia non sconvolgono gli equilibri, con l'Inter al comando a +1 su toscani e campani; a seguire, Juventus e Roma.
Ad accusare un rendimento deficitario, caratterizzato da risultati altalenanti e dal passo incerto, sono Milan e Lazio; quest'ultima, tuttavia, riesce a imporsi sui campi di Inter e Fiorentina sul finire del girone di andata, infliggendo loro due brusche frenate. Il rischio di un campionato anonimo pare interessare il Torino, mentre il Chievo e l'Atalanta riescono a stabilizzarsi a centro-classifica. Male invece il Genoa, incapace di mantenersi ai livelli positivi della stagione precedente, mentre Empoli e Sassuolo centrano il record di punti ottenuti a metà torneo da quando militano in serie A. In crescendo il Bologna, cui apporta benefici l'approdo in panchina di Donadoni, mentre rimangono sul fondo le due neopromosse e il Verona, che chiude il girone senza neppure una vittoria. L'ultimo turno è caratterizzato da un rovescio in vetta: approfittando dei contemporanei rovesci casalinghi di Fiorentina e Inter, il Napoli si assicura il platonico titolo di campione d'inverno con un 5-1 sul campo del Frosinone: in casa partenopea il primato di metà stagione mancava dal campionato 1989-1990. Frattanto l'Inter viene raggiunta anche da una Juventus che ha ormai superato la crisi iniziale.

#### Girone di ritorno

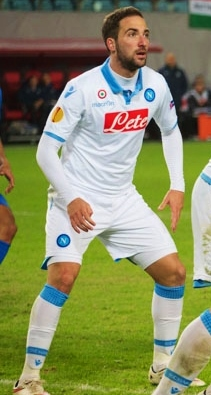
Gonzalo Higuaín, trascinatore assoluto del Napoli di Maurizio Sarri, campione d'inverno e secondo a fine stagione; l'argentino vince la classifica marcatori con 36 reti in 35 gare, stabilendo dopo 66 anni il nuovo primato della Serie A a girone unico.

Nella seconda metà del campionato si assiste a una presa di distanza crescente da parte di Napoli e Juventus, coi bianconeri che dopo la vittoria sul Chievo (0-4) toccano quota 12 vittorie consecutive. Fiorentina e Inter, dirette inseguitrici, frenano in classifica, mentre è il Milan a segnalarsi in positivo all'inizio del 2016, collezionando nove risultati utili consecutivi tra cui le nette affermazioni contro i viola e nel derby meneghino, oltreché il pareggio imposto al San Paolo al Napoli. In bassa classifica continua il momento positivo del Bologna e, inversamente, quello negativo delle genovesi entrambe invischiate in zona retrocessione; sul fondo continuano a stentare anche il Verona, che trova la sua prima vittoria stagionale solo dopo 23 partite, e le due matricole Carpi e Frosinone.
Alla sesta di ritorno si hanno due gare spartiacque, con gli scontri incrociati fra le prime quattro della classe: il big match dello Stadium tra Juventus e Napoli viene deciso dall'1-0 di Zaza all'88', che permette ai bianconeri di raggiungere le 15 vittorie consecutive e, soprattutto, scalzare gli azzurri dal vertice, riacquistando un primato in classifica che mancava dalla stagione precedente e completando così una rimonta da –11 alla vetta; nell'incontro tra Fiorentina e Inter, invece, sono i padroni di casa a imporsi in extremis, raggiungendo il terzo posto solitario e certificando la crisi dei nerazzurri, che si vedono anche superare dalla Roma e avvicinare dal Milan. Alla 31ª giornata la corsa scudetto pare indirizzarsi ancora una volta verso Torino, con la Juventus che da pronostico supera l'Empoli tra le mura amiche, mentre il Napoli perde inaspettatamente sul campo dell'Udinese, scivolando a –6 dai piemontesi. Alle loro spalle, la Roma si aggiudica il derby capitolino e consolida il terzo posto, davanti a Inter, Fiorentina, Milan e un Sassuolo che si avvicina al sesto posto. A cinque turni dalla fine la Juventus batte in goleada il Palermo e, giovando della contemporanea caduta del Napoli a San Siro contro l'Inter, si porta a +9 dando lo scatto decisivo verso il tricolore.

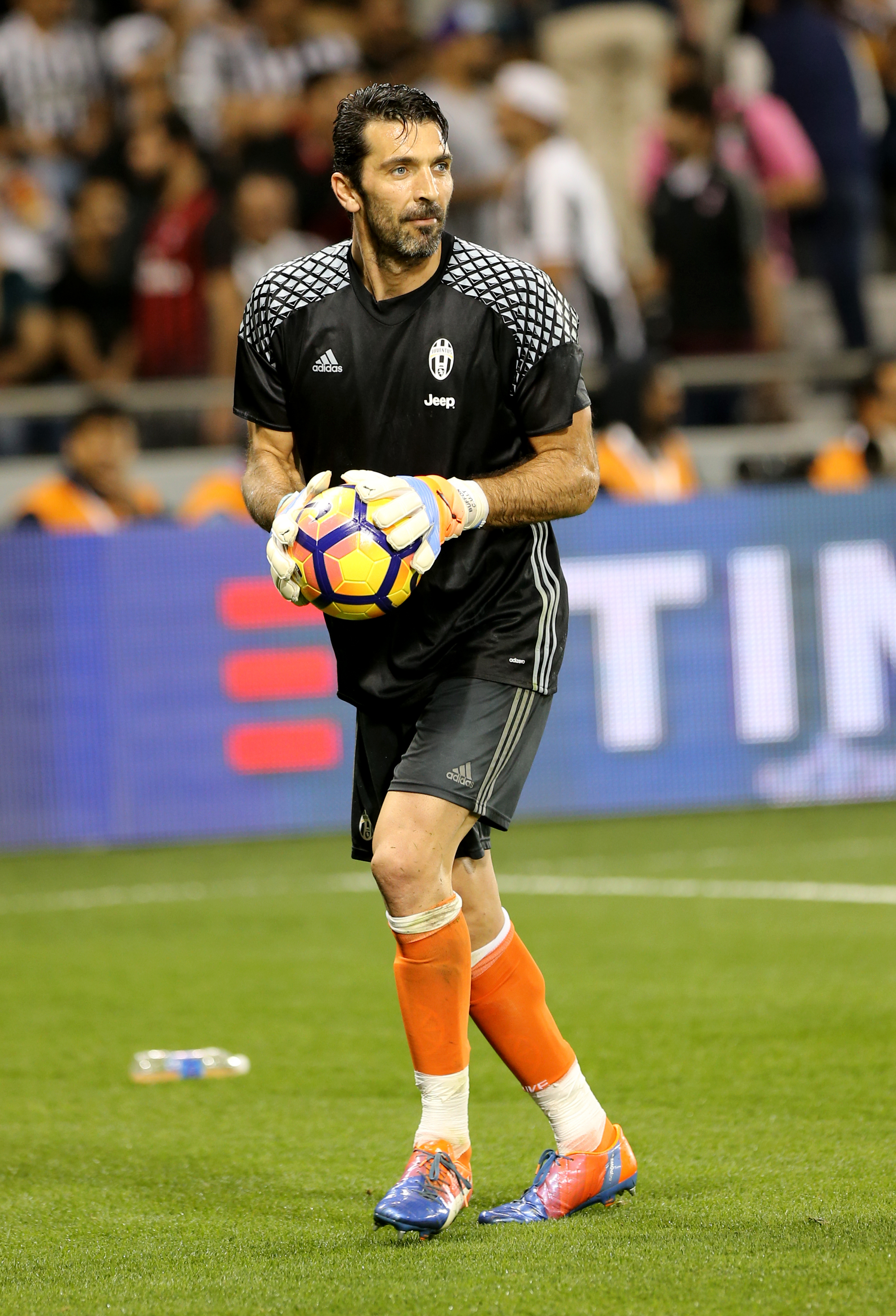
Gianluigi Buffon, capitano della Juventus per la quinta volta consecutiva campione d'Italia, e autore del nuovo record d'imbattibilità della Serie A (974').

Nel 35º turno la Juventus conquista matematicamente lo scudetto, il suo 32º nonché quinto consecutivo, grazie alla vittoria esterna per 1-2 sulla Fiorentina e al contemporaneo successo della Roma sul Napoli (1-0): si tratta di un risultato di assoluto rilievo, «giornalisticamente e statisticamente [...] incredibile, che ha smentito un secolo di statistiche» alla luce dell'avvio negativo dei bianconeri e della successiva rimonta-record suggellata da 24 vittorie in 25 partite — impreziosita dall'imbattibilità del portiere e capitano Buffon, il quale con 974' batte dopo ventidue anni il precedente primato di Rossi. La zona Champions vede l'Inter consolidare il quarto posto, mentre in coda Palermo e Sampdoria si allontanano dalla bagarre; non è così per il fanalino di coda Verona che, nonostante il pur prestigioso successo contro il Milan (2-1), retrocede matematicamente a causa della vittoria del Carpi ai danni dell'Empoli, che al contrario alimenta le sue speranze di salvezza. A due giornate dalla fine sono Udinese e Sampdoria a mantenere la categoria, mentre in un singolare botta e risposta tra primo e ultimo posto, la striscia di risultati utili consecutivi della Juventus si ferma dopo 26 partite (25 vittorie e 1 pareggio), sconfitta da un colpo di coda del neodeclassato Verona: a segno anche Luca Toni, alla sua ultima partita prima del ritiro.
All'ultima giornata il Napoli si assicura la seconda posizione, vincendo per 4-0 contro il Frosinone grazie a una tripletta di Higuaín — il quale supera così il record di Nordahl per numero di gol in una singola edizione della Serie A (36) —; il terzo posto è appannaggio della Roma, peraltro capace di andare oltre i nervosismi interni tra la bandiera Totti e l'allenatore Spalletti: per la prima volta nella storia della Serie A, tre squadre chiudono il campionato con almeno 80 punti in classifica. Dietro al trio di testa si piazzano Inter, Fiorentina e Sassuolo: in particolare la provinciale neroverde, appena al terzo anno di massima serie, raggiunge matematicamente il sesto posto, suo miglior risultato della storia, staccando il più blasonato Milan relegato alla settima piazza; inoltre, a seguito della vittoria juventina in Coppa Italia a danno dei rossoneri, i sassolesi ottengono la loro prima qualificazione europea (terza squadra di una città non capoluogo di provincia a ottenere questo risultato, dopo il Cesena nel 1975-1976 e l'Empoli nel 2006-2007) accedendo in Europa League. Di contro, la squadra milanista fallisce per la terza volta consecutiva l'accesso alle coppe europee, situazione che non si verificava dalla prima metà degli anni 1980. Il campionato si chiude con Carpi e Frosinone che raggiungono il Verona in Serie B.

## Squadre partecipanti
| Club       | Stagione | Città         | Stadio                          | Stagione precedente                           |
| ---------- | -------- | ------------- | ------------------------------- | --------------------------------------------- |
| Atalanta   | dettagli | Bergamo       | Stadio Atleti Azzurri d'Italia  | 17º posto in Serie A                          |
| Bologna    | dettagli | Bologna       | Stadio Renato Dall'Ara          | 4º posto in Serie B, promosso dopo i play-off |
| Carpi      | dettagli | Carpi (MO)    | Stadio Alberto Braglia (Modena) | 1º posto in Serie B, promosso                 |
| Chievo     | dettagli | Verona        | Stadio Marcantonio Bentegodi    | 14º posto in Serie A                          |
| Verona     | dettagli | Verona        | Stadio Marcantonio Bentegodi    | 13º posto in Serie A                          |
| Empoli     | dettagli | Empoli (FI)   | Stadio Carlo Castellani         | 15º posto in Serie A                          |
| Fiorentina | dettagli | Firenze       | Stadio Artemio Franchi          | 4º posto in Serie A                           |
| Frosinone  | dettagli | Frosinone     | Stadio Matusa                   | 2º posto in Serie B, promosso                 |
| Genoa      | dettagli | Genova        | Stadio Luigi Ferraris           | 6º posto in Serie A                           |
| Sampdoria  | dettagli | Genova        | Stadio Luigi Ferraris           | 7º posto in Serie A                           |
| Inter      | dettagli | Milano        | Stadio Giuseppe Meazza          | 8º posto in Serie A                           |
| Milan      | dettagli | Milano        | Stadio Giuseppe Meazza          | 10º posto in Serie A                          |
| Juventus   | dettagli | Torino        | Juventus Stadium                | 1º posto in Serie A                           |
| Torino     | dettagli | Torino        | Stadio Olimpico di Torino       | 9º posto in Serie A                           |
| Lazio      | dettagli | Roma          | Stadio Olimpico di Roma         | 3º posto in Serie A                           |
| Roma       | dettagli | Roma          | Stadio Olimpico di Roma         | 2º posto in Serie A                           |
| Napoli     | dettagli | Napoli        | Stadio San Paolo                | 5º posto in Serie A                           |
| Palermo    | dettagli | Palermo       | Stadio Renzo Barbera            | 11º posto in Serie A                          |
| Sassuolo   | dettagli | Sassuolo (MO) | Mapei Stadium (Reggio Emilia)   | 12º posto in Serie A                          |
| Udinese    | dettagli | Udine         | Stadio Friuli                   | 16º posto in Serie A                          |

## Allenatori e primatisti
| Squadra    | Allenatore | Giocatore più presente (tra parentesi il numero delle presenze) | Cannoniere (tra parentesi il numero dei gol segnati)  |
| ---------- | --- | --------------------------------------------------------------- | ----------------------------------------------------- |
| Atalanta   | Edoardo Reja | Marco Sportiello, Marten de Roon (36)                           | Alejandro Gomez (7)                                   |
| Bologna    | Delio Rossi (1ª-10ª) Roberto Donadoni (11ª-38ª) | Amadou Diawara (34)                                             | Mattia Destro (8)                                     |
| Carpi      | Fabrizio Castori (1ª-6ª) Giuseppe Sannino (7ª-11ª) Fabrizio Castori (12ª-38ª) | Kevin Lasagna (36)                                              | Kevin Lasagna (5)                                     |
| Chievo     | Rolando Maran | Albano Bizzarri, Valter Birsa (35)                              | Alberto Paloschi (8)                                  |
| Empoli     | Marco Giampaolo | Manuel Pucciarelli (38)                                         | Massimo Maccarone (13)                                |
| Fiorentina | Paulo Sousa | Ciprian Tătărușanu, Borja Valero (37)                           | Josip Iličić (13)                                     |
| Frosinone  | Roberto Stellone | Daniel Ciofani (37)                                             | Daniel Ciofani, Federico Dionisi (9)                  |
| Genoa      | Gian Piero Gasperini | Diego Laxalt (35)                                               | Leonardo Pavoletti (14)                               |
| Inter      | Roberto Mancini | Samir Handanovič (35)                                           | Mauro Icardi (16)                                     |
| Juventus   | Massimiliano Allegri | Leonardo Bonucci (36)                                           | Paulo Dybala (19)                                     |
| Lazio      | Stefano Pioli (1ª-31ª) Simone Inzaghi (32ª-38ª) | Felipe Anderson (35)                                            | Antonio Candreva (10)                                 |
| Milan      | Siniša Mihajlović (1ª-32ª) Cristian Brocchi (33ª-38ª) | Carlos Bacca (38)                                               | Carlos Bacca (18)                                     |
| Napoli     | Maurizio Sarri | Marek Hamšík, José María Callejón (38)                          | Gonzalo Higuaín (36)                                  |
| Palermo    | Giuseppe Iachini (1ª-12ª) Davide Ballardini (13ª-19ª) Fabio Viviani (20ª) Giovanni Bosi (21ª) Giovanni Tedesco (22ª-24ª) Giovanni Bosi (25ª) Giuseppe Iachini (26ª-28ª) Walter Novellino (29ª-32ª) Davide Ballardini (33ª-38ª) | Oscar Hiljemark (38)                                            | Alberto Gilardino (10)                                |
| Roma       | Rudi Garcia (1ª-19ª) Luciano Spalletti (20ª-38ª) | Kōstas Manōlas (37)                                             | Mohamed Salah (14)                                    |
| Sampdoria  | Walter Zenga (1ª-12ª) Vincenzo Montella (13ª-38ª) | Emiliano Viviano, Roberto Soriano (37)                          | Éder (12)                                             |
| Sassuolo   | Eusebio Di Francesco | Andrea Consigli (37)                                            | Grégoire Defrel, Nicola Sansone, Domenico Berardi (7) |
| Torino     | Gian Piero Ventura | Daniele Padelli, Emiliano Moretti, Andrea Belotti (35)          | Andrea Belotti (12)                                   |
| Udinese    | Stefano Colantuono (1ª-29ª) Luigi De Canio (30ª-38ª) | Orestīs Karnezīs (38)                                           | Cyril Théréau (11)                                    |
| Verona     | Andrea Mandorlini (1ª-14ª) Luigi Delneri (15ª-38ª) | Eros Pisano (34)                                                | Giampaolo Pazzini, Luca Toni (6)                      |

## Classifica finale
|        | Pos. | Squadra    | Pt | G  | V  | P  | S  | GF | GS | DR  |
| ------ | ---- | ---------- | -- | -- | -- | -- | -- | -- | -- | --- |
|        | 1.   | Juventus   | 91 | 38 | 29 | 4  | 5  | 75 | 20 | +55 |
|        | 2.   | Napoli     | 82 | 38 | 25 | 7  | 6  | 80 | 32 | +48 |
|        | 3.   | Roma       | 80 | 38 | 23 | 11 | 4  | 83 | 41 | +42 |
|        | 4.   | Inter      | 67 | 38 | 20 | 7  | 11 | 50 | 38 | +12 |
|        | 5.   | Fiorentina | 64 | 38 | 18 | 10 | 10 | 60 | 42 | +18 |
| [ 54 ] | 6.   | Sassuolo   | 61 | 38 | 16 | 13 | 9  | 49 | 40 | +9  |
|        | 7.   | Milan      | 57 | 38 | 15 | 12 | 11 | 49 | 43 | +6  |
|        | 8.   | Lazio      | 54 | 38 | 15 | 9  | 14 | 52 | 52 | 0   |
|        | 9.   | Chievo     | 50 | 38 | 13 | 11 | 14 | 43 | 45 | −2  |
|        | 10.  | Empoli     | 46 | 38 | 12 | 10 | 16 | 40 | 49 | −9  |
|        | 11.  | Genoa      | 46 | 38 | 13 | 7  | 18 | 45 | 48 | −3  |
|        | 12.  | Torino     | 45 | 38 | 12 | 9  | 17 | 52 | 55 | −3  |
|        | 13.  | Atalanta   | 45 | 38 | 11 | 12 | 15 | 41 | 47 | −6  |
|        | 14.  | Bologna    | 42 | 38 | 11 | 9  | 18 | 33 | 45 | −12 |
|        | 15.  | Sampdoria  | 40 | 38 | 10 | 10 | 18 | 48 | 61 | −13 |
|        | 16.  | Palermo    | 39 | 38 | 10 | 9  | 19 | 38 | 65 | −27 |
|        | 17.  | Udinese    | 39 | 38 | 10 | 9  | 19 | 35 | 60 | −25 |
|        | 18.  | Carpi      | 38 | 38 | 9  | 11 | 18 | 37 | 57 | −20 |
|        | 19.  | Frosinone  | 31 | 38 | 8  | 7  | 23 | 35 | 76 | −41 |
|        | 20.  | Verona     | 28 | 38 | 5  | 13 | 20 | 34 | 63 | −29 |

Legenda:
      Campione d'Italia e ammessa alla fase a gironi della UEFA Champions League 2016-2017.
      Ammessa alla fase a gironi della UEFA Champions League 2016-2017.
      Ammessa agli spareggi (percorso piazzate) della UEFA Champions League 2016-2017.
      Ammesse alla fase a gironi della UEFA Europa League 2016-2017.
      Ammessa al terzo turno di qualificazione della UEFA Europa League 2016-2017.
      Retrocesse in Serie B 2016-2017.
Regolamento:
Tre punti a vittoria, uno a pareggio, zero a sconfitta.
In caso di arrivo di due o più squadre a pari punti, la graduatoria verrà stilata secondo la classifica avulsa tra le squadre interessate che prevede, in ordine, i seguenti criteri:
- Punti negli scontri diretti
- Differenza reti negli scontri diretti
- Differenza reti generale
- Reti realizzate in generale
- Sorteggio

### Squadra campione
| Formazione tipo | Giocatori (presenze)   |
| --- | ---------------------- |
| Buffon Barzagli Bonucci Chiellini Cuadrado Khedira Marchisio Pogba Evra Morata Dybala | Gianluigi Buffon (35)  |
| Buffon Barzagli Bonucci Chiellini Cuadrado Khedira Marchisio Pogba Evra Morata Dybala | Andrea Barzagli (31)   |
| Buffon Barzagli Bonucci Chiellini Cuadrado Khedira Marchisio Pogba Evra Morata Dybala | Leonardo Bonucci (36)  |
| Buffon Barzagli Bonucci Chiellini Cuadrado Khedira Marchisio Pogba Evra Morata Dybala | Giorgio Chiellini (24) |
| Buffon Barzagli Bonucci Chiellini Cuadrado Khedira Marchisio Pogba Evra Morata Dybala | Juan Cuadrado (28)     |
| Buffon Barzagli Bonucci Chiellini Cuadrado Khedira Marchisio Pogba Evra Morata Dybala | Sami Khedira (20)      |
| Buffon Barzagli Bonucci Chiellini Cuadrado Khedira Marchisio Pogba Evra Morata Dybala | Claudio Marchisio (23) |
| Buffon Barzagli Bonucci Chiellini Cuadrado Khedira Marchisio Pogba Evra Morata Dybala | Paul Pogba (35)        |
| Buffon Barzagli Bonucci Chiellini Cuadrado Khedira Marchisio Pogba Evra Morata Dybala | Patrice Evra (26)      |
| Buffon Barzagli Bonucci Chiellini Cuadrado Khedira Marchisio Pogba Evra Morata Dybala | Paulo Dybala (34)      |
| Buffon Barzagli Bonucci Chiellini Cuadrado Khedira Marchisio Pogba Evra Morata Dybala | Álvaro Morata (34)     |
| Altri giocatori: Mario Mandžukić (27), Stephan Lichtsteiner (26), Alex Sandro (22), Stefano Sturaro (19), Simone Zaza (19), Daniele Rugani (17), Hernanes (14), Roberto Pereyra (13), Simone Padoin (12), Kwadwo Asamoah (11), Mario Lemina (10), Martín Cáceres (6), Norberto Neto (3), Kingsley Coman (1), Andrea Favilli (1), Mauricio Isla (1), Fernando Llorente (1). |                        |

## Risultati

### Tabellone
Leggendo per riga si avranno i risultati casalinghi della squadra indicata in prima colonna, mentre leggendo per colonna si avranno i risultati in trasferta della squadra in prima riga.
|            | ATA  | BOL  | CAR  | CHI  | EMP  | FIO  | FRO  | GEN  | INT  | JUV  | LAZ  | MIL  | NAP  | PAL  | ROM  | SAM  | SAS  | TOR  | UDI  | VER  |
| ---------- | ---- | ---- | ---- | ---- | ---- | ---- | ---- | ---- | ---- | ---- | ---- | ---- | ---- | ---- | ---- | ---- | ---- | ---- | ---- | ---- |
| Atalanta   | –––– | 2-0  | 3-0  | 1-0  | 0-0  | 2-3  | 2-0  | 0-2  | 1-1  | 0-2  | 2-1  | 2-1  | 1-3  | 3-0  | 3-3  | 2-1  | 1-1  | 0-1  | 1-1  | 1-1  |
| Bologna    | 3-0  | –––– | 0-0  | 0-1  | 2-3  | 1-1  | 1-0  | 2-0  | 0-1  | 0-0  | 2-2  | 0-1  | 3-2  | 0-1  | 2-2  | 3-2  | 0-1  | 0-1  | 1-2  | 0-1  |
| Carpi      | 1-1  | 1-2  | –––– | 1-2  | 1-0  | 0-1  | 2-1  | 4-1  | 1-2  | 2-3  | 1-3  | 0-0  | 0-0  | 1-1  | 1-3  | 2-1  | 1-3  | 2-1  | 2-1  | 0-0  |
| Chievo     | 1-0  | 0-0  | 1-0  | –––– | 1-1  | 0-0  | 5-1  | 1-0  | 0-1  | 0-4  | 4-0  | 0-0  | 0-1  | 3-1  | 3-3  | 1-1  | 1-1  | 1-0  | 2-3  | 1-1  |
| Empoli     | 0-1  | 0-0  | 3-0  | 1-3  | –––– | 2-0  | 1-2  | 2-0  | 0-1  | 1-3  | 1-0  | 2-2  | 2-2  | 0-0  | 1-3  | 1-1  | 1-0  | 2-1  | 1-1  | 1-0  |
| Fiorentina | 3-0  | 2-0  | 2-1  | 2-0  | 2-2  | –––– | 4-1  | 1-0  | 2-1  | 1-2  | 1-3  | 2-0  | 1-1  | 0-0  | 1-2  | 1-1  | 3-1  | 2-0  | 3-0  | 1-1  |
| Frosinone  | 0-0  | 1-0  | 2-1  | 0-2  | 2-0  | 0-0  | –––– | 2-2  | 0-1  | 0-2  | 0-0  | 2-4  | 1-5  | 0-2  | 0-2  | 2-0  | 0-1  | 1-2  | 2-0  | 3-2  |
| Genoa      | 1-2  | 0-1  | 1-2  | 3-2  | 1-0  | 0-0  | 4-0  | –––– | 1-0  | 0-2  | 0-0  | 1-0  | 0-0  | 4-0  | 2-3  | 2-3  | 2-1  | 3-2  | 2-1  | 2-0  |
| Inter      | 1-0  | 2-1  | 1-1  | 1-0  | 2-1  | 1-4  | 4-0  | 1-0  | –––– | 0-0  | 1-2  | 1-0  | 2-0  | 3-1  | 1-0  | 3-1  | 0-1  | 1-2  | 3-1  | 1-0  |
| Juventus   | 2-0  | 3-1  | 2-0  | 1-1  | 1-0  | 3-1  | 1-1  | 1-0  | 2-0  | –––– | 3-0  | 1-0  | 1-0  | 4-0  | 1-0  | 5-0  | 1-0  | 2-1  | 0-1  | 3-0  |
| Lazio      | 2-0  | 2-1  | 0-0  | 4-1  | 2-0  | 2-4  | 2-0  | 2-0  | 2-0  | 0-2  | –––– | 1-3  | 0-2  | 1-1  | 1-4  | 1-1  | 0-2  | 3-0  | 2-0  | 5-2  |
| Milan      | 0-0  | 0-1  | 0-0  | 1-0  | 2-1  | 2-0  | 3-3  | 2-1  | 3-0  | 1-2  | 1-1  | –––– | 0-4  | 3-2  | 1-3  | 4-1  | 2-1  | 1-0  | 1-1  | 1-1  |
| Napoli     | 2-1  | 6-0  | 1-0  | 3-1  | 5-1  | 2-1  | 4-0  | 3-1  | 2-1  | 2-1  | 5-0  | 1-1  | –––– | 2-0  | 0-0  | 2-2  | 3-1  | 2-1  | 1-0  | 3-0  |
| Palermo    | 2-2  | 0-0  | 2-2  | 1-0  | 0-1  | 1-3  | 4-1  | 1-0  | 1-1  | 0-3  | 0-3  | 0-2  | 0-1  | –––– | 2-4  | 2-0  | 0-1  | 1-3  | 4-1  | 3-2  |
| Roma       | 0-2  | 1-1  | 5-1  | 3-0  | 3-1  | 4-1  | 3-1  | 2-0  | 1-1  | 2-1  | 2-0  | 1-1  | 1-0  | 5-0  | –––– | 2-1  | 2-2  | 3-2  | 3-1  | 1-1  |
| Sampdoria  | 0-0  | 2-0  | 5-2  | 0-1  | 1-1  | 0-2  | 2-0  | 0-3  | 1-1  | 1-2  | 2-1  | 0-1  | 2-4  | 2-0  | 2-1  | –––– | 1-3  | 2-2  | 2-0  | 4-1  |
| Sassuolo   | 2-2  | 0-2  | 1-0  | 1-1  | 3-2  | 1-1  | 2-2  | 0-1  | 3-1  | 1-0  | 2-1  | 2-0  | 2-1  | 2-2  | 0-2  | 0-0  | –––– | 1-1  | 1-1  | 1-0  |
| Torino     | 2-1  | 2-0  | 0-0  | 1-2  | 0-1  | 3-1  | 4-2  | 3-3  | 0-1  | 1-4  | 1-1  | 1-1  | 1-2  | 2-1  | 1-1  | 2-0  | 1-3  | –––– | 0-1  | 0-0  |
| Udinese    | 2-1  | 0-1  | 1-2  | 0-0  | 1-2  | 2-1  | 1-0  | 1-1  | 0-4  | 0-4  | 0-0  | 2-3  | 3-1  | 0-1  | 1-2  | 1-0  | 0-0  | 1-5  | –––– | 2-0  |
| Verona     | 2-1  | 0-2  | 1-2  | 3-1  | 0-1  | 0-2  | 1-2  | 1-1  | 3-3  | 2-1  | 1-2  | 2-1  | 0-2  | 0-1  | 1-1  | 0-3  | 1-1  | 2-2  | 1-1  | –––– |

### Calendario
Il sorteggio del calendario è avvenuto il 27 luglio 2015, in una cerimonia all'Expo di Milano.
| andata (1ª) | andata (1ª) | 1ª giornata      | ritorno (20ª) | ritorno (20ª) |
|             |             |                  |               |               |
| 23 ago.     | 1-3         | Empoli-Chievo    | 1-1           | 17 gen.       |
| 23 ago.     | 2-0         | Fiorentina-Milan | 0-2           | 17 gen.       |
| 23 ago.     | 1-2         | Frosinone-Torino | 2-4           | 16 gen.       |
| 23 ago.     | 1-0         | Inter-Atalanta   | 1-1           | 16 gen.       |
| 23 ago.     | 0-1         | Juventus-Udinese | 4-0           | 17 gen.       |
| 22 ago.     | 2-1         | Lazio-Bologna    | 2-2           | 17 gen.       |
| 23 ago.     | 1-0         | Palermo-Genoa    | 0-4           | 17 gen.       |
| 23 ago.     | 5-2         | Sampdoria-Carpi  | 1-2           | 17 gen.       |
| 23 ago.     | 2-1         | Sassuolo-Napoli  | 1-3           | 16 gen.       |
| 22 ago.     | 1-1         | Verona-Roma      | 1-1           | 17 gen.       |

| andata (2ª) | andata (2ª) | 2ª giornata        | ritorno (21ª) | ritorno (21ª) |
|             |             |                    |               |               |
| 30 ago.     | 2-0         | Atalanta-Frosinone | 0-0           | 23 gen.       |
| 29 ago.     | 0-1         | Bologna-Sassuolo   | 2-0           | 24 gen.       |
| 30 ago.     | 1-2         | Carpi-Inter        | 1-1           | 24 gen.       |
| 30 ago.     | 4-0         | Chievo-Lazio       | 1-4           | 24 gen.       |
| 30 ago.     | 2-0         | Genoa-Verona       | 1-1           | 24 gen.       |
| 29 ago.     | 2-1         | Milan-Empoli       | 2-2           | 23 gen.       |
| 30 ago.     | 2-2         | Napoli-Sampdoria   | 4-2           | 24 gen.       |
| 30 ago.     | 2-1         | Roma-Juventus      | 0-1           | 24 gen.       |
| 30 ago.     | 3-1         | Torino-Fiorentina  | 0-2           | 24 gen.       |
| 30 ago.     | 0-1         | Udinese-Palermo    | 1-4           | 24 gen.       |

| andata (1ª) | andata (1ª) | 1ª giornata      | ritorno (20ª) | ritorno (20ª) |
|             |             |                  |               |               |
| 23 ago.     | 1-3         | Empoli-Chievo    | 1-1           | 17 gen.       |
| 23 ago.     | 2-0         | Fiorentina-Milan | 0-2           | 17 gen.       |
| 23 ago.     | 1-2         | Frosinone-Torino | 2-4           | 16 gen.       |
| 23 ago.     | 1-0         | Inter-Atalanta   | 1-1           | 16 gen.       |
| 23 ago.     | 0-1         | Juventus-Udinese | 4-0           | 17 gen.       |
| 22 ago.     | 2-1         | Lazio-Bologna    | 2-2           | 17 gen.       |
| 23 ago.     | 1-0         | Palermo-Genoa    | 0-4           | 17 gen.       |
| 23 ago.     | 5-2         | Sampdoria-Carpi  | 1-2           | 17 gen.       |
| 23 ago.     | 2-1         | Sassuolo-Napoli  | 1-3           | 16 gen.       |
| 22 ago.     | 1-1         | Verona-Roma      | 1-1           | 17 gen.       |

| andata (2ª) | andata (2ª) | 2ª giornata        | ritorno (21ª) | ritorno (21ª) |
|             |             |                    |               |               |
| 30 ago.     | 2-0         | Atalanta-Frosinone | 0-0           | 23 gen.       |
| 29 ago.     | 0-1         | Bologna-Sassuolo   | 2-0           | 24 gen.       |
| 30 ago.     | 1-2         | Carpi-Inter        | 1-1           | 24 gen.       |
| 30 ago.     | 4-0         | Chievo-Lazio       | 1-4           | 24 gen.       |
| 30 ago.     | 2-0         | Genoa-Verona       | 1-1           | 24 gen.       |
| 29 ago.     | 2-1         | Milan-Empoli       | 2-2           | 23 gen.       |
| 30 ago.     | 2-2         | Napoli-Sampdoria   | 4-2           | 24 gen.       |
| 30 ago.     | 2-1         | Roma-Juventus      | 0-1           | 24 gen.       |
| 30 ago.     | 3-1         | Torino-Fiorentina  | 0-2           | 24 gen.       |
| 30 ago.     | 0-1         | Udinese-Palermo    | 1-4           | 24 gen.       |

| andata (3ª) | andata (3ª) | 3ª giornata       | ritorno (22ª) | ritorno (22ª) |
|             |             |                   |               |               |
| 13 set.     | 2-2         | Empoli-Napoli     | 1-5           | 31 gen.       |
| 12 set.     | 1-0         | Fiorentina-Genoa  | 0-0           | 31 gen.       |
| 12 set.     | 0-2         | Frosinone-Roma    | 1-3           | 30 gen.       |
| 13 set.     | 1-0         | Inter-Milan       | 0-3           | 31 gen.       |
| 12 set.     | 1-1         | Juventus-Chievo   | 4-0           | 31 gen.       |
| 13 set.     | 2-0         | Lazio-Udinese     | 0-0           | 31 gen.       |
| 13 set.     | 2-2         | Palermo-Carpi     | 1-1           | 30 gen.       |
| 14 set.     | 2-0         | Sampdoria-Bologna | 2-3           | 31 gen.       |
| 13 set.     | 2-2         | Sassuolo-Atalanta | 1-1           | 30 gen.       |
| 13 set.     | 2-2         | Verona-Torino     | 0-0           | 31 gen.       |

| andata (4ª) | andata (4ª) | 4ª giornata       | ritorno (23ª) | ritorno (23ª) |
|             |             |                   |               |               |
| 20 set.     | 1-1         | Atalanta-Verona   | 1-2           | 3 feb.        |
| 20 set.     | 1-0         | Bologna-Frosinone | 0-1           | 3 feb.        |
| 20 set.     | 0-1         | Carpi-Fiorentina  | 1-2           | 3 feb.        |
| 20 set.     | 0-1         | Chievo-Inter      | 0-1           | 3 feb.        |
| 20 set.     | 0-2         | Genoa-Juventus    | 0-1           | 3 feb.        |
| 19 set.     | 3-2         | Milan-Palermo     | 2-0           | 3 feb.        |
| 20 set.     | 5-0         | Napoli-Lazio      | 2-0           | 3 feb.        |
| 20 set.     | 2-2         | Roma-Sassuolo     | 2-0           | 2 feb.        |
| 20 set.     | 2-0         | Torino-Sampdoria  | 2-2           | 3 feb.        |
| 19 set.     | 1-2         | Udinese-Empoli    | 1-1           | 3 feb.        |

| andata (3ª) | andata (3ª) | 3ª giornata       | ritorno (22ª) | ritorno (22ª) |
|             |             |                   |               |               |
| 13 set.     | 2-2         | Empoli-Napoli     | 1-5           | 31 gen.       |
| 12 set.     | 1-0         | Fiorentina-Genoa  | 0-0           | 31 gen.       |
| 12 set.     | 0-2         | Frosinone-Roma    | 1-3           | 30 gen.       |
| 13 set.     | 1-0         | Inter-Milan       | 0-3           | 31 gen.       |
| 12 set.     | 1-1         | Juventus-Chievo   | 4-0           | 31 gen.       |
| 13 set.     | 2-0         | Lazio-Udinese     | 0-0           | 31 gen.       |
| 13 set.     | 2-2         | Palermo-Carpi     | 1-1           | 30 gen.       |
| 14 set.     | 2-0         | Sampdoria-Bologna | 2-3           | 31 gen.       |
| 13 set.     | 2-2         | Sassuolo-Atalanta | 1-1           | 30 gen.       |
| 13 set.     | 2-2         | Verona-Torino     | 0-0           | 31 gen.       |

| andata (4ª) | andata (4ª) | 4ª giornata       | ritorno (23ª) | ritorno (23ª) |
|             |             |                   |               |               |
| 20 set.     | 1-1         | Atalanta-Verona   | 1-2           | 3 feb.        |
| 20 set.     | 1-0         | Bologna-Frosinone | 0-1           | 3 feb.        |
| 20 set.     | 0-1         | Carpi-Fiorentina  | 1-2           | 3 feb.        |
| 20 set.     | 0-1         | Chievo-Inter      | 0-1           | 3 feb.        |
| 20 set.     | 0-2         | Genoa-Juventus    | 0-1           | 3 feb.        |
| 19 set.     | 3-2         | Milan-Palermo     | 2-0           | 3 feb.        |
| 20 set.     | 5-0         | Napoli-Lazio      | 2-0           | 3 feb.        |
| 20 set.     | 2-2         | Roma-Sassuolo     | 2-0           | 2 feb.        |
| 20 set.     | 2-0         | Torino-Sampdoria  | 2-2           | 3 feb.        |
| 19 set.     | 1-2         | Udinese-Empoli    | 1-1           | 3 feb.        |

| andata (5ª) | andata (5ª) | 5ª giornata        | ritorno (24ª) | ritorno (24ª) |
|             |             |                    |               |               |
| 23 set.     | 0-0         | Carpi-Napoli       | 0-1           | 7 feb.        |
| 23 set.     | 1-0         | Chievo-Torino      | 2-1           | 7 feb.        |
| 24 set.     | 0-1         | Empoli-Atalanta    | 0-0           | 7 feb.        |
| 23 set.     | 2-0         | Fiorentina-Bologna | 1-1           | 6 feb.        |
| 23 set.     | 1-0         | Inter-Verona       | 3-3           | 7 feb.        |
| 23 set.     | 1-1         | Juventus-Frosinone | 2-0           | 7 feb.        |
| 23 set.     | 2-0         | Lazio-Genoa        | 0-0           | 6 feb.        |
| 23 set.     | 0-1         | Palermo-Sassuolo   | 2-2           | 7 feb.        |
| 23 set.     | 2-1         | Sampdoria-Roma     | 1-2           | 7 feb.        |
| 22 set.     | 2-3         | Udinese-Milan      | 1-1           | 7 feb.        |

| andata (6ª) | andata (6ª) | 6ª giornata        | ritorno (25ª) | ritorno (25ª) |
|             |             |                    |               |               |
| 28 set.     | 2-1         | Atalanta-Sampdoria | 0-0           | 14 feb.       |
| 27 set.     | 1-2         | Bologna-Udinese    | 1-0           | 14 feb.       |
| 28 set.     | 2-0         | Frosinone-Empoli   | 2-1           | 13 feb.       |
| 27 set.     | 1-0         | Genoa-Milan        | 1-2           | 14 feb.       |
| 27 set.     | 1-4         | Inter-Fiorentina   | 1-2           | 14 feb.       |
| 26 set.     | 2-1         | Napoli-Juventus    | 0-1           | 13 feb.       |
| 26 set.     | 5-1         | Roma-Carpi         | 3-1           | 12 feb.       |
| 27 set.     | 1-1         | Sassuolo-Chievo    | 1-1           | 13 feb.       |
| 27 set.     | 2-1         | Torino-Palermo     | 3-1           | 14 feb.       |
| 27 set.     | 1-2         | Verona-Lazio       | 2-5           | 11 feb.       |

| andata (5ª) | andata (5ª) | 5ª giornata        | ritorno (24ª) | ritorno (24ª) |
|             |             |                    |               |               |
| 23 set.     | 0-0         | Carpi-Napoli       | 0-1           | 7 feb.        |
| 23 set.     | 1-0         | Chievo-Torino      | 2-1           | 7 feb.        |
| 24 set.     | 0-1         | Empoli-Atalanta    | 0-0           | 7 feb.        |
| 23 set.     | 2-0         | Fiorentina-Bologna | 1-1           | 6 feb.        |
| 23 set.     | 1-0         | Inter-Verona       | 3-3           | 7 feb.        |
| 23 set.     | 1-1         | Juventus-Frosinone | 2-0           | 7 feb.        |
| 23 set.     | 2-0         | Lazio-Genoa        | 0-0           | 6 feb.        |
| 23 set.     | 0-1         | Palermo-Sassuolo   | 2-2           | 7 feb.        |
| 23 set.     | 2-1         | Sampdoria-Roma     | 1-2           | 7 feb.        |
| 22 set.     | 2-3         | Udinese-Milan      | 1-1           | 7 feb.        |

| andata (6ª) | andata (6ª) | 6ª giornata        | ritorno (25ª) | ritorno (25ª) |
|             |             |                    |               |               |
| 28 set.     | 2-1         | Atalanta-Sampdoria | 0-0           | 14 feb.       |
| 27 set.     | 1-2         | Bologna-Udinese    | 1-0           | 14 feb.       |
| 28 set.     | 2-0         | Frosinone-Empoli   | 2-1           | 13 feb.       |
| 27 set.     | 1-0         | Genoa-Milan        | 1-2           | 14 feb.       |
| 27 set.     | 1-4         | Inter-Fiorentina   | 1-2           | 14 feb.       |
| 26 set.     | 2-1         | Napoli-Juventus    | 0-1           | 13 feb.       |
| 26 set.     | 5-1         | Roma-Carpi         | 3-1           | 12 feb.       |
| 27 set.     | 1-1         | Sassuolo-Chievo    | 1-1           | 13 feb.       |
| 27 set.     | 2-1         | Torino-Palermo     | 3-1           | 14 feb.       |
| 27 set.     | 1-2         | Verona-Lazio       | 2-5           | 11 feb.       |

| andata (7ª) | andata (7ª) | 7ª giornata         | ritorno (26ª) | ritorno (26ª) |
|             |             |                     |               |               |
| 3 ott.      | 2-1         | Carpi-Torino        | 0-0           | 21 feb.       |
| 3 ott.      | 1-1         | Chievo-Verona       | 1-3           | 20 feb.       |
| 4 ott.      | 1-0         | Empoli-Sassuolo     | 2-3           | 20 feb.       |
| 4 ott.      | 3-0         | Fiorentina-Atalanta | 3-2           | 21 feb.       |
| 4 ott.      | 3-1         | Juventus-Bologna    | 0-0           | 19 feb.       |
| 4 ott.      | 2-0         | Lazio-Frosinone     | 0-0           | 21 feb.       |
| 4 ott.      | 0-4         | Milan-Napoli        | 1-1           | 22 feb.       |
| 4 ott.      | 2-4         | Palermo-Roma        | 0-5           | 21 feb.       |
| 4 ott.      | 1-1         | Sampdoria-Inter     | 1-3           | 20 feb.       |
| 4 ott.      | 1-1         | Udinese-Genoa       | 1-2           | 21 feb.       |

| andata (8ª) | andata (8ª) | 8ª giornata         | ritorno (27ª) | ritorno (27ª) |
|             |             |                     |               |               |
| 18 ott.     | 3-0         | Atalanta-Carpi      | 1-1           | 28 feb.       |
| 18 ott.     | 0-1         | Bologna-Palermo     | 0-0           | 28 feb.       |
| 18 ott.     | 2-0         | Frosinone-Sampdoria | 0-2           | 28 feb.       |
| 18 ott.     | 3-2         | Genoa-Chievo        | 0-1           | 28 feb.       |
| 18 ott.     | 0-0         | Inter-Juventus      | 0-2           | 28 feb.       |
| 18 ott.     | 2-1         | Napoli-Fiorentina   | 1-1           | 29 feb.       |
| 17 ott.     | 3-1         | Roma-Empoli         | 3-1           | 27 feb.       |
| 18 ott.     | 2-1         | Sassuolo-Lazio      | 2-0           | 29 feb.       |
| 17 ott.     | 1-1         | Torino-Milan        | 0-1           | 27 feb.       |
| 18 ott.     | 1-1         | Verona-Udinese      | 0-2           | 28 feb.       |

| andata (7ª) | andata (7ª) | 7ª giornata         | ritorno (26ª) | ritorno (26ª) |
|             |             |                     |               |               |
| 3 ott.      | 2-1         | Carpi-Torino        | 0-0           | 21 feb.       |
| 3 ott.      | 1-1         | Chievo-Verona       | 1-3           | 20 feb.       |
| 4 ott.      | 1-0         | Empoli-Sassuolo     | 2-3           | 20 feb.       |
| 4 ott.      | 3-0         | Fiorentina-Atalanta | 3-2           | 21 feb.       |
| 4 ott.      | 3-1         | Juventus-Bologna    | 0-0           | 19 feb.       |
| 4 ott.      | 2-0         | Lazio-Frosinone     | 0-0           | 21 feb.       |
| 4 ott.      | 0-4         | Milan-Napoli        | 1-1           | 22 feb.       |
| 4 ott.      | 2-4         | Palermo-Roma        | 0-5           | 21 feb.       |
| 4 ott.      | 1-1         | Sampdoria-Inter     | 1-3           | 20 feb.       |
| 4 ott.      | 1-1         | Udinese-Genoa       | 1-2           | 21 feb.       |

| andata (8ª) | andata (8ª) | 8ª giornata         | ritorno (27ª) | ritorno (27ª) |
|             |             |                     |               |               |
| 18 ott.     | 3-0         | Atalanta-Carpi      | 1-1           | 28 feb.       |
| 18 ott.     | 0-1         | Bologna-Palermo     | 0-0           | 28 feb.       |
| 18 ott.     | 2-0         | Frosinone-Sampdoria | 0-2           | 28 feb.       |
| 18 ott.     | 3-2         | Genoa-Chievo        | 0-1           | 28 feb.       |
| 18 ott.     | 0-0         | Inter-Juventus      | 0-2           | 28 feb.       |
| 18 ott.     | 2-1         | Napoli-Fiorentina   | 1-1           | 29 feb.       |
| 17 ott.     | 3-1         | Roma-Empoli         | 3-1           | 27 feb.       |
| 18 ott.     | 2-1         | Sassuolo-Lazio      | 2-0           | 29 feb.       |
| 17 ott.     | 1-1         | Torino-Milan        | 0-1           | 27 feb.       |
| 18 ott.     | 1-1         | Verona-Udinese      | 0-2           | 28 feb.       |

| andata (9ª) | andata (9ª) | 9ª giornata       | ritorno (28ª) | ritorno (28ª) |
|             |             |                   |               |               |
| 24 ott.     | 1-2         | Carpi-Bologna     | 0-0           | 6 mar.        |
| 25 ott.     | 0-1         | Chievo-Napoli     | 1-3           | 5 mar.        |
| 24 ott.     | 2-0         | Empoli-Genoa      | 0-1           | 6 mar.        |
| 25 ott.     | 1-2         | Fiorentina-Roma   | 1-4           | 4 mar.        |
| 25 ott.     | 2-0         | Juventus-Atalanta | 2-0           | 6 mar.        |
| 25 ott.     | 3-0         | Lazio-Torino      | 1-1           | 6 mar.        |
| 25 ott.     | 2-1         | Milan-Sassuolo    | 0-2           | 6 mar.        |
| 24 ott.     | 1-1         | Palermo-Inter     | 1-3           | 6 mar.        |
| 25 ott.     | 4-1         | Sampdoria-Verona  | 3-0           | 5 mar.        |
| 25 ott.     | 1-0         | Udinese-Frosinone | 0-2           | 6 mar.        |

| andata (10ª) | andata (10ª) | 10ª giornata      | ritorno (29ª) | ritorno (29ª) |
|              |              |                   |               |               |
| 28 ott.      | 2-1          | Atalanta-Lazio    | 0-2           | 13 mar.       |
| 27 ott.      | 0-1          | Bologna-Inter     | 1-2           | 12 mar.       |
| 28 ott.      | 2-1          | Frosinone-Carpi   | 1-2           | 13 mar.       |
| 28 ott.      | 1-0          | Milan-Chievo      | 0-0           | 13 mar.       |
| 28 ott.      | 2-0          | Napoli-Palermo    | 1-0           | 13 mar.       |
| 28 ott.      | 3-1          | Roma-Udinese      | 2-1           | 13 mar.       |
| 29 ott.      | 1-1          | Sampdoria-Empoli  | 1-1           | 12 mar.       |
| 28 ott.      | 1-0          | Sassuolo-Juventus | 0-1           | 11 mar.       |
| 28 ott.      | 3-3          | Torino-Genoa      | 2-3           | 13 mar.       |
| 28 ott.      | 0-2          | Verona-Fiorentina | 1-1           | 13 mar.       |

| andata (9ª) | andata (9ª) | 9ª giornata       | ritorno (28ª) | ritorno (28ª) |
|             |             |                   |               |               |
| 24 ott.     | 1-2         | Carpi-Bologna     | 0-0           | 6 mar.        |
| 25 ott.     | 0-1         | Chievo-Napoli     | 1-3           | 5 mar.        |
| 24 ott.     | 2-0         | Empoli-Genoa      | 0-1           | 6 mar.        |
| 25 ott.     | 1-2         | Fiorentina-Roma   | 1-4           | 4 mar.        |
| 25 ott.     | 2-0         | Juventus-Atalanta | 2-0           | 6 mar.        |
| 25 ott.     | 3-0         | Lazio-Torino      | 1-1           | 6 mar.        |
| 25 ott.     | 2-1         | Milan-Sassuolo    | 0-2           | 6 mar.        |
| 24 ott.     | 1-1         | Palermo-Inter     | 1-3           | 6 mar.        |
| 25 ott.     | 4-1         | Sampdoria-Verona  | 3-0           | 5 mar.        |
| 25 ott.     | 1-0         | Udinese-Frosinone | 0-2           | 6 mar.        |

| andata (10ª) | andata (10ª) | 10ª giornata      | ritorno (29ª) | ritorno (29ª) |
|              |              |                   |               |               |
| 28 ott.      | 2-1          | Atalanta-Lazio    | 0-2           | 13 mar.       |
| 27 ott.      | 0-1          | Bologna-Inter     | 1-2           | 12 mar.       |
| 28 ott.      | 2-1          | Frosinone-Carpi   | 1-2           | 13 mar.       |
| 28 ott.      | 1-0          | Milan-Chievo      | 0-0           | 13 mar.       |
| 28 ott.      | 2-0          | Napoli-Palermo    | 1-0           | 13 mar.       |
| 28 ott.      | 3-1          | Roma-Udinese      | 2-1           | 13 mar.       |
| 29 ott.      | 1-1          | Sampdoria-Empoli  | 1-1           | 12 mar.       |
| 28 ott.      | 1-0          | Sassuolo-Juventus | 0-1           | 11 mar.       |
| 28 ott.      | 3-3          | Torino-Genoa      | 2-3           | 13 mar.       |
| 28 ott.      | 0-2          | Verona-Fiorentina | 1-1           | 13 mar.       |

| andata (11ª) | andata (11ª) | 11ª giornata         | ritorno (30ª) | ritorno (30ª) |
|              |              |                      |               |               |
| 1º nov.      | 3-0          | Bologna-Atalanta     | 0-2           | 20 mar.       |
| 1º nov.      | 0-0          | Carpi-Verona         | 2-1           | 20 mar.       |
| 2 nov.       | 1-1          | Chievo-Sampdoria     | 1-0           | 20 mar.       |
| 1º nov.      | 4-1          | Fiorentina-Frosinone | 0-0           | 20 mar.       |
| 1º nov.      | 0-0          | Genoa-Napoli         | 1-3           | 20 mar.       |
| 31 ott.      | 1-0          | Inter-Roma           | 1-1           | 19 mar.       |
| 31 ott.      | 2-1          | Juventus-Torino      | 4-1           | 20 mar.       |
| 1º nov.      | 1-3          | Lazio-Milan          | 1-1           | 20 mar.       |
| 2 nov.       | 0-1          | Palermo-Empoli       | 0-0           | 19 mar.       |
| 1º nov.      | 0-0          | Udinese-Sassuolo     | 1-1           | 20 mar.       |

| andata (12ª) | andata (12ª) | 12ª giornata         | ritorno (31ª) | ritorno (31ª) |
|              |              |                      |               |               |
| 8 nov.       | 1-3          | Empoli-Juventus      | 0-1           | 2 apr.        |
| 8 nov.       | 2-2          | Frosinone-Genoa      | 0-4           | 3 apr.        |
| 7 nov.       | 0-0          | Milan-Atalanta       | 1-2           | 3 apr.        |
| 8 nov.       | 1-0          | Napoli-Udinese       | 1-3           | 3 apr.        |
| 8 nov.       | 1-0          | Palermo-Chievo       | 1-3           | 3 apr.        |
| 8 nov.       | 2-0          | Roma-Lazio           | 4-1           | 3 apr.        |
| 8 nov.       | 0-2          | Sampdoria-Fiorentina | 1-1           | 3 apr.        |
| 8 nov.       | 1-0          | Sassuolo-Carpi       | 3-1           | 2 apr.        |
| 8 nov.       | 0-1          | Torino-Inter         | 2-1           | 3 apr.        |
| 7 nov.       | 0-2          | Verona-Bologna       | 1-0           | 4 apr.        |

| andata (11ª) | andata (11ª) | 11ª giornata         | ritorno (30ª) | ritorno (30ª) |
|              |              |                      |               |               |
| 1º nov.      | 3-0          | Bologna-Atalanta     | 0-2           | 20 mar.       |
| 1º nov.      | 0-0          | Carpi-Verona         | 2-1           | 20 mar.       |
| 2 nov.       | 1-1          | Chievo-Sampdoria     | 1-0           | 20 mar.       |
| 1º nov.      | 4-1          | Fiorentina-Frosinone | 0-0           | 20 mar.       |
| 1º nov.      | 0-0          | Genoa-Napoli         | 1-3           | 20 mar.       |
| 31 ott.      | 1-0          | Inter-Roma           | 1-1           | 19 mar.       |
| 31 ott.      | 2-1          | Juventus-Torino      | 4-1           | 20 mar.       |
| 1º nov.      | 1-3          | Lazio-Milan          | 1-1           | 20 mar.       |
| 2 nov.       | 0-1          | Palermo-Empoli       | 0-0           | 19 mar.       |
| 1º nov.      | 0-0          | Udinese-Sassuolo     | 1-1           | 20 mar.       |

| andata (12ª) | andata (12ª) | 12ª giornata         | ritorno (31ª) | ritorno (31ª) |
|              |              |                      |               |               |
| 8 nov.       | 1-3          | Empoli-Juventus      | 0-1           | 2 apr.        |
| 8 nov.       | 2-2          | Frosinone-Genoa      | 0-4           | 3 apr.        |
| 7 nov.       | 0-0          | Milan-Atalanta       | 1-2           | 3 apr.        |
| 8 nov.       | 1-0          | Napoli-Udinese       | 1-3           | 3 apr.        |
| 8 nov.       | 1-0          | Palermo-Chievo       | 1-3           | 3 apr.        |
| 8 nov.       | 2-0          | Roma-Lazio           | 4-1           | 3 apr.        |
| 8 nov.       | 0-2          | Sampdoria-Fiorentina | 1-1           | 3 apr.        |
| 8 nov.       | 1-0          | Sassuolo-Carpi       | 3-1           | 2 apr.        |
| 8 nov.       | 0-1          | Torino-Inter         | 2-1           | 3 apr.        |
| 7 nov.       | 0-2          | Verona-Bologna       | 1-0           | 4 apr.        |

| andata (13ª) | andata (13ª) | 13ª giornata      | ritorno (32ª) | ritorno (32ª) |
|              |              |                   |               |               |
| 22 nov.      | 0-1          | Atalanta-Torino   | 1-2           | 10 apr.       |
| 21 nov.      | 2-2          | Bologna-Roma      | 1-1           | 11 apr.       |
| 22 nov.      | 1-2          | Carpi-Chievo      | 0-1           | 10 apr.       |
| 22 nov.      | 2-2          | Fiorentina-Empoli | 0-2           | 10 apr.       |
| 22 nov.      | 2-1          | Genoa-Sassuolo    | 1-0           | 9 apr.        |
| 22 nov.      | 4-0          | Inter-Frosinone   | 1-0           | 9 apr.        |
| 21 nov.      | 1-0          | Juventus-Milan    | 2-1           | 9 apr.        |
| 22 nov.      | 1-1          | Lazio-Palermo     | 3-0           | 10 apr.       |
| 22 nov.      | 1-0          | Udinese-Sampdoria | 0-2           | 10 apr.       |
| 22 nov.      | 0-2          | Verona-Napoli     | 0-3           | 10 apr.       |

| andata (14ª) | andata (14ª) | 14ª giornata        | ritorno (33ª) | ritorno (33ª) |
|              |              |                     |               |               |
| 29 nov.      | 2-3          | Chievo-Udinese      | 0-0           | 17 apr.       |
| 29 nov.      | 1-0          | Empoli-Lazio        | 0-2           | 17 apr.       |
| 29 nov.      | 3-2          | Frosinone-Verona    | 2-1           | 17 apr.       |
| 29 nov.      | 1-2          | Genoa-Carpi         | 1-4           | 16 apr.       |
| 28 nov.      | 4-1          | Milan-Sampdoria     | 1-0           | 17 apr.       |
| 30 nov.      | 2-1          | Napoli-Inter        | 0-2           | 16 apr.       |
| 29 nov.      | 0-3          | Palermo-Juventus    | 0-4           | 17 apr.       |
| 29 nov.      | 0-2          | Roma-Atalanta       | 3-3           | 17 apr.       |
| 30 nov.      | 1-1          | Sassuolo-Fiorentina | 1-3           | 17 apr.       |
| 28 nov.      | 2-0          | Torino-Bologna      | 1-0           | 16 apr.       |

| andata (13ª) | andata (13ª) | 13ª giornata      | ritorno (32ª) | ritorno (32ª) |
|              |              |                   |               |               |
| 22 nov.      | 0-1          | Atalanta-Torino   | 1-2           | 10 apr.       |
| 21 nov.      | 2-2          | Bologna-Roma      | 1-1           | 11 apr.       |
| 22 nov.      | 1-2          | Carpi-Chievo      | 0-1           | 10 apr.       |
| 22 nov.      | 2-2          | Fiorentina-Empoli | 0-2           | 10 apr.       |
| 22 nov.      | 2-1          | Genoa-Sassuolo    | 1-0           | 9 apr.        |
| 22 nov.      | 4-0          | Inter-Frosinone   | 1-0           | 9 apr.        |
| 21 nov.      | 1-0          | Juventus-Milan    | 2-1           | 9 apr.        |
| 22 nov.      | 1-1          | Lazio-Palermo     | 3-0           | 10 apr.       |
| 22 nov.      | 1-0          | Udinese-Sampdoria | 0-2           | 10 apr.       |
| 22 nov.      | 0-2          | Verona-Napoli     | 0-3           | 10 apr.       |

| andata (14ª) | andata (14ª) | 14ª giornata        | ritorno (33ª) | ritorno (33ª) |
|              |              |                     |               |               |
| 29 nov.      | 2-3          | Chievo-Udinese      | 0-0           | 17 apr.       |
| 29 nov.      | 1-0          | Empoli-Lazio        | 0-2           | 17 apr.       |
| 29 nov.      | 3-2          | Frosinone-Verona    | 2-1           | 17 apr.       |
| 29 nov.      | 1-2          | Genoa-Carpi         | 1-4           | 16 apr.       |
| 28 nov.      | 4-1          | Milan-Sampdoria     | 1-0           | 17 apr.       |
| 30 nov.      | 2-1          | Napoli-Inter        | 0-2           | 16 apr.       |
| 29 nov.      | 0-3          | Palermo-Juventus    | 0-4           | 17 apr.       |
| 29 nov.      | 0-2          | Roma-Atalanta       | 3-3           | 17 apr.       |
| 30 nov.      | 1-1          | Sassuolo-Fiorentina | 1-3           | 17 apr.       |
| 28 nov.      | 2-0          | Torino-Bologna      | 1-0           | 16 apr.       |

| andata (15ª) | andata (15ª) | 15ª giornata       | ritorno (34ª) | ritorno (34ª) |
|              |              |                    |               |               |
| 6 dic.       | 3-0          | Atalanta-Palermo   | 2-2           | 20 apr.       |
| 6 dic.       | 3-2          | Bologna-Napoli     | 0-6           | 19 apr.       |
| 6 dic.       | 0-0          | Carpi-Milan        | 0-0           | 21 apr.       |
| 6 dic.       | 3-0          | Fiorentina-Udinese | 1-2           | 20 apr.       |
| 6 dic.       | 0-2          | Frosinone-Chievo   | 1-5           | 20 apr.       |
| 5 dic.       | 1-0          | Inter-Genoa        | 0-1           | 20 apr.       |
| 4 dic.       | 0-2          | Lazio-Juventus     | 0-3           | 20 apr.       |
| 6 dic.       | 1-3          | Sampdoria-Sassuolo | 0-0           | 20 apr.       |
| 5 dic.       | 1-1          | Torino-Roma        | 2-3           | 20 apr.       |
| 6 dic.       | 0-1          | Verona-Empoli      | 0-1           | 20 apr.       |

| andata (16ª) | andata (16ª) | 16ª giornata        | ritorno (35ª) | ritorno (35ª) |
|              |              |                     |               |               |
| 13 dic.      | 1-0          | Chievo-Atalanta     | 0-1           | 24 apr.       |
| 13 dic.      | 3-0          | Empoli-Carpi        | 0-1           | 25 apr.       |
| 12 dic.      | 0-1          | Genoa-Bologna       | 0-2           | 24 apr.       |
| 13 dic.      | 3-1          | Juventus-Fiorentina | 2-1           | 24 apr.       |
| 14 dic.      | 1-1          | Lazio-Sampdoria     | 1-2           | 24 apr.       |
| 13 dic.      | 1-1          | Milan-Verona        | 1-2           | 25 apr.       |
| 13 dic.      | 0-0          | Napoli-Roma         | 0-1           | 25 apr.       |
| 12 dic.      | 4-1          | Palermo-Frosinone   | 2-0           | 24 apr.       |
| 20 gen.      | 1-1          | Sassuolo-Torino     | 3-1           | 24 apr.       |
| 12 dic.      | 0-4          | Udinese-Inter       | 1-3           | 23 apr.       |

| andata (15ª) | andata (15ª) | 15ª giornata       | ritorno (34ª) | ritorno (34ª) |
|              |              |                    |               |               |
| 6 dic.       | 3-0          | Atalanta-Palermo   | 2-2           | 20 apr.       |
| 6 dic.       | 3-2          | Bologna-Napoli     | 0-6           | 19 apr.       |
| 6 dic.       | 0-0          | Carpi-Milan        | 0-0           | 21 apr.       |
| 6 dic.       | 3-0          | Fiorentina-Udinese | 1-2           | 20 apr.       |
| 6 dic.       | 0-2          | Frosinone-Chievo   | 1-5           | 20 apr.       |
| 5 dic.       | 1-0          | Inter-Genoa        | 0-1           | 20 apr.       |
| 4 dic.       | 0-2          | Lazio-Juventus     | 0-3           | 20 apr.       |
| 6 dic.       | 1-3          | Sampdoria-Sassuolo | 0-0           | 20 apr.       |
| 5 dic.       | 1-1          | Torino-Roma        | 2-3           | 20 apr.       |
| 6 dic.       | 0-1          | Verona-Empoli      | 0-1           | 20 apr.       |

| andata (16ª) | andata (16ª) | 16ª giornata        | ritorno (35ª) | ritorno (35ª) |
|              |              |                     |               |               |
| 13 dic.      | 1-0          | Chievo-Atalanta     | 0-1           | 24 apr.       |
| 13 dic.      | 3-0          | Empoli-Carpi        | 0-1           | 25 apr.       |
| 12 dic.      | 0-1          | Genoa-Bologna       | 0-2           | 24 apr.       |
| 13 dic.      | 3-1          | Juventus-Fiorentina | 2-1           | 24 apr.       |
| 14 dic.      | 1-1          | Lazio-Sampdoria     | 1-2           | 24 apr.       |
| 13 dic.      | 1-1          | Milan-Verona        | 1-2           | 25 apr.       |
| 13 dic.      | 0-0          | Napoli-Roma         | 0-1           | 25 apr.       |
| 12 dic.      | 4-1          | Palermo-Frosinone   | 2-0           | 24 apr.       |
| 20 gen.      | 1-1          | Sassuolo-Torino     | 3-1           | 24 apr.       |
| 12 dic.      | 0-4          | Udinese-Inter       | 1-3           | 23 apr.       |

| andata (17ª) | andata (17ª) | 17ª giornata      | ritorno (36ª) | ritorno (36ª) |
|              |              |                   |               |               |
| 20 dic.      | 1-3          | Atalanta-Napoli   | 1-2           | 2 mag.        |
| 19 dic.      | 2-3          | Bologna-Empoli    | 0-0           | 1º mag.       |
| 20 dic.      | 2-3          | Carpi-Juventus    | 0-2           | 1º mag.       |
| 20 dic.      | 2-0          | Fiorentina-Chievo | 0-0           | 30 apr.       |
| 20 dic.      | 2-4          | Frosinone-Milan   | 3-3           | 1º mag.       |
| 20 dic.      | 1-2          | Inter-Lazio       | 0-2           | 1º mag.       |
| 20 dic.      | 2-0          | Roma-Genoa        | 3-2           | 2 mag.        |
| 20 dic.      | 2-0          | Sampdoria-Palermo | 0-2           | 1º mag.       |
| 20 dic.      | 0-1          | Torino-Udinese    | 5-1           | 30 apr.       |
| 20 dic.      | 1-1          | Verona-Sassuolo   | 0-1           | 1º mag.       |

| andata (18ª) | andata (18ª) | 18ª giornata       | ritorno (37ª) | ritorno (37ª) |
|              |              |                    |               |               |
| 6 gen.       | 3-3          | Chievo-Roma        | 0-3           | 8 mag.        |
| 6 gen.       | 0-1          | Empoli-Inter       | 1-2           | 7 mag.        |
| 5 gen.       | 2-3          | Genoa-Sampdoria    | 3-0           | 8 mag.        |
| 6 gen.       | 3-0          | Juventus-Verona    | 1-2           | 8 mag.        |
| 6 gen.       | 0-0          | Lazio-Carpi        | 3-1           | 8 mag.        |
| 6 gen.       | 0-1          | Milan-Bologna      | 1-0           | 7 mag.        |
| 6 gen.       | 2-1          | Napoli-Torino      | 2-1           | 8 mag.        |
| 6 gen.       | 1-3          | Palermo-Fiorentina | 0-0           | 8 mag.        |
| 6 gen.       | 2-2          | Sassuolo-Frosinone | 1-0           | 8 mag.        |
| 6 gen.       | 2-1          | Udinese-Atalanta   | 1-1           | 8 mag.        |

| andata (17ª) | andata (17ª) | 17ª giornata      | ritorno (36ª) | ritorno (36ª) |
|              |              |                   |               |               |
| 20 dic.      | 1-3          | Atalanta-Napoli   | 1-2           | 2 mag.        |
| 19 dic.      | 2-3          | Bologna-Empoli    | 0-0           | 1º mag.       |
| 20 dic.      | 2-3          | Carpi-Juventus    | 0-2           | 1º mag.       |
| 20 dic.      | 2-0          | Fiorentina-Chievo | 0-0           | 30 apr.       |
| 20 dic.      | 2-4          | Frosinone-Milan   | 3-3           | 1º mag.       |
| 20 dic.      | 1-2          | Inter-Lazio       | 0-2           | 1º mag.       |
| 20 dic.      | 2-0          | Roma-Genoa        | 3-2           | 2 mag.        |
| 20 dic.      | 2-0          | Sampdoria-Palermo | 0-2           | 1º mag.       |
| 20 dic.      | 0-1          | Torino-Udinese    | 5-1           | 30 apr.       |
| 20 dic.      | 1-1          | Verona-Sassuolo   | 0-1           | 1º mag.       |

| andata (18ª) | andata (18ª) | 18ª giornata       | ritorno (37ª) | ritorno (37ª) |
|              |              |                    |               |               |
| 6 gen.       | 3-3          | Chievo-Roma        | 0-3           | 8 mag.        |
| 6 gen.       | 0-1          | Empoli-Inter       | 1-2           | 7 mag.        |
| 5 gen.       | 2-3          | Genoa-Sampdoria    | 3-0           | 8 mag.        |
| 6 gen.       | 3-0          | Juventus-Verona    | 1-2           | 8 mag.        |
| 6 gen.       | 0-0          | Lazio-Carpi        | 3-1           | 8 mag.        |
| 6 gen.       | 0-1          | Milan-Bologna      | 1-0           | 7 mag.        |
| 6 gen.       | 2-1          | Napoli-Torino      | 2-1           | 8 mag.        |
| 6 gen.       | 1-3          | Palermo-Fiorentina | 0-0           | 8 mag.        |
| 6 gen.       | 2-2          | Sassuolo-Frosinone | 1-0           | 8 mag.        |
| 6 gen.       | 2-1          | Udinese-Atalanta   | 1-1           | 8 mag.        |

| \| andata (19ª) \| andata (19ª) \| 19ª giornata \| ritorno (38ª) \| ritorno (38ª) \| \| \| \| \| \| \| \| \| \| 10 gen. \| 0-2 \| Atalanta-Genoa \| 2-1 \| 15 mag. \| \| \| 10 gen. \| 0-1 \| Bologna-Chievo \| 0-0 \| 15 mag. \| \| \| 9 gen. \| 2-1 \| Carpi-Udinese \| 2-1 \| 15 mag. \| \| \| 9 gen. \| 1-3 \| Fiorentina-Lazio \| 4-2 \| 15 mag. \| \| \| 10 gen. \| 1-5 \| Frosinone-Napoli \| 0-4 \| 14 mag. \| \| \| 10 gen. \| 0-1 \| Inter-Sassuolo \| 1-3 \| 14 mag. \| \| \| 9 gen. \| 1-1 \| Roma-Milan \| 3-1 \| 14 mag. \| \| \| 10 gen. \| 1-2 \| Sampdoria-Juventus \| 0-5 \| 14 mag. \| \| \| 10 gen. \| 0-1 \| Torino-Empoli \| 1-2 \| 15 mag. \| \| \| 10 gen. \| 0-1 \| Verona-Palermo \| 2-3 \| 15 mag. \| \| |              |                    |               |               |  |
| andata (19ª) | andata (19ª) | 19ª giornata       | ritorno (38ª) | ritorno (38ª) |  |
| |              |                    |               |               |  |
| 10 gen. | 0-2          | Atalanta-Genoa     | 2-1           | 15 mag.       |  |
| 10 gen. | 0-1          | Bologna-Chievo     | 0-0           | 15 mag.       |  |
| 9 gen. | 2-1          | Carpi-Udinese      | 2-1           | 15 mag.       |  |
| 9 gen. | 1-3          | Fiorentina-Lazio   | 4-2           | 15 mag.       |  |
| 10 gen. | 1-5          | Frosinone-Napoli   | 0-4           | 14 mag.       |  |
| 10 gen. | 0-1          | Inter-Sassuolo     | 1-3           | 14 mag.       |  |
| 9 gen. | 1-1          | Roma-Milan         | 3-1           | 14 mag.       |  |
| 10 gen. | 1-2          | Sampdoria-Juventus | 0-5           | 14 mag.       |  |
| 10 gen. | 0-1          | Torino-Empoli      | 1-2           | 15 mag.       |  |
| 10 gen. | 0-1          | Verona-Palermo     | 2-3           | 15 mag.       |  |

| andata (19ª) | andata (19ª) | 19ª giornata       | ritorno (38ª) | ritorno (38ª) |  |
|              |              |                    |               |               |  |
| 10 gen.      | 0-2          | Atalanta-Genoa     | 2-1           | 15 mag.       |  |
| 10 gen.      | 0-1          | Bologna-Chievo     | 0-0           | 15 mag.       |  |
| 9 gen.       | 2-1          | Carpi-Udinese      | 2-1           | 15 mag.       |  |
| 9 gen.       | 1-3          | Fiorentina-Lazio   | 4-2           | 15 mag.       |  |
| 10 gen.      | 1-5          | Frosinone-Napoli   | 0-4           | 14 mag.       |  |
| 10 gen.      | 0-1          | Inter-Sassuolo     | 1-3           | 14 mag.       |  |
| 9 gen.       | 1-1          | Roma-Milan         | 3-1           | 14 mag.       |  |
| 10 gen.      | 1-2          | Sampdoria-Juventus | 0-5           | 14 mag.       |  |
| 10 gen.      | 0-1          | Torino-Empoli      | 1-2           | 15 mag.       |  |
| 10 gen.      | 0-1          | Verona-Palermo     | 2-3           | 15 mag.       |  |

## Statistiche

### Squadre

#### Capoliste solitarie
|    | —— | ——    | ——    | ——    | —— | ——  | ——  | ——   | ——   | ——  | ——  | ——  | ——  | ——    | ——    | ——    | ——    | ——     | ——     | ——     | ——     | ——     | ——     | ——       | ——       | ——       | ——       | ——       | ——       | ——       | ——       | ——       | ——       | ——       | ——       | ——       | ——       | —— |  |
|    |    | Inter | Inter | Inter |    | Fio | Fio | Roma | Roma |     |     | Int | Nap | Inter | Inter | Inter | Inter | Napoli | Napoli | Napoli | Napoli | Napoli | Napoli | Juventus | Juventus | Juventus | Juventus | Juventus | Juventus | Juventus | Juventus | Juventus | Juventus | Juventus | Juventus | Juventus | Juventus |    |  |
|    |    |       |       |       |    |     |     |      |      |     |     |     |     |       |       |       |       |        |        |        |        |        |        |          |          |          |          |          |          |          |          |          |          |          |          |          |          |    |  |
|    |    |       |       |       |    |     |     |      |      |     |     |     |     |       |       |       |       |        |        |        |        |        |        |          |          |          |          |          |          |          |          |          |          |          |          |          |          |    |  |
| 1ª | 2ª | 3ª    | 4ª    | 5ª    | 6ª | 7ª  | 8ª  | 9ª   | 10ª  | 11ª | 12ª | 13ª | 14ª | 15ª   | 16ª   | 17ª   | 18ª   | 19ª    | 20ª    | 21ª    | 22ª    | 23ª    | 24ª    | 25ª      | 26ª      | 27ª      | 28ª      | 29ª      | 30ª      | 31ª      | 32ª      | 33ª      | 34ª      | 35ª      | 36ª      | 37ª      | 38ª      |    |  |

#### Classifica in divenire
|            | 1ª | 2ª | 3ª | 4ª | 5ª | 6ª | 7ª | 8ª | 9ª | 10ª | 11ª | 12ª | 13ª | 14ª | 15ª | 16ª | 17ª | 18ª | 19ª | 20ª | 21ª | 22ª | 23ª | 24ª | 25ª | 26ª | 27ª | 28ª | 29ª | 30ª | 31ª | 32ª | 33ª | 34ª | 35ª | 36ª | 37ª | 38ª |
|            |    |    |    |    |    |    |    |    |    |     |     |     |     |     |     |     |     |     |     |     |     |     |     |     |     |     |     |     |     |     |     |     |     |     |     |     |     |     |
| ---------- | -- | -- | -- | -- | -- | -- | -- | -- | -- | --- | --- | --- | --- | --- | --- | --- | --- | --- | --- | --- | --- | --- | --- | --- | --- | --- | --- | --- | --- | --- | --- | --- | --- | --- | --- | --- | --- | --- |
| Atalanta   | 0  | 3  | 4  | 5  | 8  | 11 | 11 | 14 | 14 | 17  | 17  | 18  | 18  | 21  | 24  | 24  | 24  | 24  | 24  | 25  | 26  | 27  | 27  | 28  | 29  | 29  | 30  | 30  | 30  | 33  | 36  | 36  | 37  | 38  | 41  | 41  | 42  | 45  |
| Bologna    | 0  | 0  | 0  | 3  | 3  | 3  | 3  | 3  | 6  | 6   | 9   | 12  | 13  | 13  | 16  | 19  | 19  | 22  | 22  | 23  | 26  | 29  | 29  | 30  | 33  | 34  | 35  | 36  | 36  | 36  | 36  | 37  | 37  | 37  | 40  | 41  | 41  | 42  |
| Carpi      | 0  | 0  | 1  | 1  | 2  | 2  | 5  | 5  | 5  | 5   | 6   | 6   | 6   | 9   | 10  | 10  | 10  | 11  | 14  | 17  | 18  | 19  | 19  | 19  | 19  | 20  | 21  | 22  | 25  | 28  | 28  | 28  | 31  | 32  | 35  | 35  | 35  | 38  |
| Chievo     | 3  | 6  | 7  | 7  | 10 | 11 | 12 | 12 | 12 | 12  | 13  | 13  | 16  | 16  | 19  | 22  | 22  | 23  | 26  | 27  | 27  | 27  | 27  | 30  | 31  | 31  | 34  | 34  | 35  | 38  | 41  | 44  | 45  | 48  | 48  | 49  | 49  | 50  |
| Empoli     | 0  | 0  | 1  | 4  | 4  | 4  | 7  | 7  | 10 | 11  | 14  | 14  | 15  | 18  | 21  | 24  | 27  | 27  | 30  | 31  | 32  | 32  | 33  | 34  | 34  | 34  | 34  | 34  | 35  | 36  | 36  | 39  | 39  | 42  | 42  | 43  | 43  | 46  |
| Fiorentina | 3  | 3  | 6  | 9  | 12 | 15 | 18 | 18 | 18 | 21  | 24  | 27  | 28  | 29  | 32  | 32  | 35  | 38  | 38  | 38  | 41  | 42  | 45  | 46  | 49  | 52  | 53  | 53  | 54  | 55  | 56  | 56  | 59  | 59  | 59  | 60  | 61  | 64  |
| Frosinone  | 0  | 0  | 0  | 0  | 1  | 4  | 4  | 7  | 7  | 10  | 10  | 11  | 11  | 14  | 14  | 14  | 14  | 15  | 15  | 15  | 16  | 16  | 19  | 19  | 22  | 23  | 23  | 26  | 26  | 27  | 27  | 27  | 30  | 30  | 30  | 31  | 31  | 31  |
| Genoa      | 0  | 3  | 3  | 3  | 3  | 6  | 7  | 10 | 10 | 11  | 12  | 13  | 16  | 16  | 16  | 16  | 16  | 16  | 19  | 22  | 23  | 24  | 24  | 25  | 25  | 28  | 28  | 31  | 34  | 34  | 37  | 40  | 40  | 43  | 43  | 43  | 46  | 46  |
| Inter      | 3  | 6  | 9  | 12 | 15 | 15 | 16 | 17 | 18 | 21  | 24  | 27  | 30  | 30  | 33  | 36  | 36  | 39  | 39  | 40  | 41  | 41  | 44  | 45  | 45  | 48  | 48  | 51  | 54  | 55  | 55  | 58  | 61  | 61  | 64  | 64  | 67  | 67  |
| Juventus   | 0  | 0  | 1  | 4  | 5  | 5  | 8  | 9  | 12 | 12  | 15  | 18  | 21  | 24  | 27  | 30  | 33  | 36  | 39  | 42  | 45  | 48  | 51  | 54  | 57  | 58  | 61  | 64  | 67  | 70  | 73  | 76  | 79  | 82  | 85  | 88  | 88  | 91  |
| Lazio      | 3  | 3  | 6  | 6  | 9  | 12 | 15 | 15 | 18 | 18  | 18  | 18  | 19  | 19  | 19  | 20  | 23  | 24  | 27  | 28  | 31  | 32  | 32  | 33  | 36  | 37  | 37  | 38  | 41  | 42  | 42  | 45  | 48  | 48  | 48  | 51  | 54  | 54  |
| Milan      | 0  | 3  | 3  | 6  | 9  | 9  | 9  | 10 | 13 | 16  | 19  | 20  | 20  | 23  | 24  | 25  | 28  | 28  | 29  | 32  | 33  | 36  | 39  | 40  | 43  | 44  | 47  | 47  | 48  | 49  | 49  | 49  | 52  | 53  | 53  | 54  | 57  | 57  |
| Napoli     | 0  | 1  | 2  | 5  | 6  | 9  | 12 | 15 | 18 | 21  | 22  | 25  | 28  | 31  | 31  | 32  | 35  | 38  | 41  | 44  | 47  | 50  | 53  | 56  | 56  | 57  | 58  | 61  | 64  | 67  | 67  | 70  | 70  | 73  | 73  | 76  | 79  | 82  |
| Palermo    | 3  | 6  | 7  | 7  | 7  | 7  | 7  | 10 | 11 | 11  | 11  | 14  | 15  | 15  | 15  | 18  | 18  | 18  | 21  | 21  | 24  | 25  | 25  | 26  | 26  | 26  | 27  | 27  | 27  | 28  | 28  | 28  | 28  | 29  | 32  | 35  | 36  | 39  |
| Roma       | 1  | 4  | 7  | 8  | 8  | 11 | 14 | 17 | 20 | 23  | 23  | 26  | 27  | 27  | 28  | 29  | 32  | 33  | 34  | 35  | 35  | 38  | 41  | 44  | 47  | 50  | 53  | 56  | 59  | 60  | 63  | 64  | 65  | 68  | 71  | 74  | 77  | 80  |
| Sampdoria  | 3  | 4  | 7  | 7  | 10 | 10 | 11 | 11 | 14 | 15  | 16  | 16  | 16  | 16  | 16  | 17  | 20  | 23  | 23  | 23  | 23  | 23  | 24  | 24  | 25  | 25  | 28  | 31  | 32  | 32  | 33  | 36  | 36  | 37  | 40  | 40  | 40  | 40  |
| Sassuolo   | 3  | 6  | 7  | 8  | 11 | 12 | 12 | 15 | 15 | 18  | 19  | 22  | 22  | 23  | 26  | 27  | 28  | 29  | 32  | 32  | 32  | 33  | 33  | 34  | 35  | 38  | 41  | 44  | 44  | 45  | 48  | 48  | 48  | 49  | 52  | 55  | 58  | 61  |
| Torino     | 3  | 6  | 7  | 10 | 10 | 13 | 13 | 14 | 14 | 15  | 15  | 15  | 18  | 21  | 22  | 23  | 23  | 23  | 23  | 26  | 26  | 27  | 28  | 28  | 31  | 32  | 32  | 33  | 33  | 33  | 36  | 39  | 42  | 42  | 42  | 45  | 45  | 45  |
| Udinese    | 3  | 3  | 3  | 3  | 3  | 6  | 7  | 8  | 11 | 11  | 12  | 12  | 15  | 18  | 18  | 18  | 21  | 24  | 24  | 24  | 24  | 25  | 26  | 27  | 27  | 27  | 30  | 30  | 30  | 31  | 34  | 34  | 35  | 38  | 38  | 38  | 39  | 39  |
| Verona     | 1  | 1  | 2  | 3  | 3  | 3  | 4  | 5  | 5  | 5   | 6   | 6   | 6   | 6   | 6   | 7   | 8   | 8   | 8   | 9   | 10  | 11  | 14  | 15  | 15  | 18  | 18  | 18  | 19  | 19  | 22  | 22  | 22  | 22  | 25  | 25  | 28  | 28  |

- Sassuolo-Torino della 16ª giornata è stata effettivamente giocata tra la 20ª e 21ª giornata, pertanto la tabella potrebbe rispecchiare solo in parte il reale andamento delle squadre in quel periodo di tempo.

#### Classifiche di rendimento

##### Rendimento andata-ritorno
| Andata     | Andata | Ritorno    | Ritorno |  |
|            |        |            |         |  |
| Napoli     | 41     | Juventus   | 52      |  |
| Inter      | 39     | Roma       | 46      |  |
| Juventus   | 39     | Napoli     | 41      |  |
| Fiorentina | 38     | Sassuolo   | 29      |  |
| Roma       | 34     | Inter      | 28      |  |
| Sassuolo   | 32     | Milan      | 28      |  |
| Empoli     | 30     | Genoa      | 27      |  |
| Milan      | 29     | Lazio      | 27      |  |
| Lazio      | 27     | Fiorentina | 26      |  |
| Chievo     | 26     | Carpi      | 24      |  |
| Atalanta   | 24     | Chievo     | 24      |  |
| Udinese    | 24     | Torino     | 22      |  |
| Sampdoria  | 23     | Atalanta   | 21      |  |
| Torino     | 23     | Bologna    | 20      |  |
| Bologna    | 22     | Verona     | 20      |  |
| Palermo    | 21     | Palermo    | 18      |  |
| Genoa      | 19     | Sampdoria  | 17      |  |
| Frosinone  | 15     | Empoli     | 16      |  |
| Carpi      | 14     | Frosinone  | 16      |  |
| Verona     | 8      | Udinese    | 15      |  |

##### Rendimento casa-trasferta
| Casa       | Casa | Trasferta  | Trasferta |
|            |      |            |           |
| Napoli     | 51   | Juventus   | 41        |
| Juventus   | 50   | Roma       | 36        |
| Roma       | 44   | Napoli     | 31        |
| Inter      | 41   | Sassuolo   | 29        |
| Fiorentina | 38   | Fiorentina | 26        |
| Genoa      | 33   | Inter      | 26        |
| Lazio      | 33   | Milan      | 24        |
| Milan      | 33   | Bologna    | 22        |
| Sassuolo   | 32   | Chievo     | 21        |
| Atalanta   | 30   | Lazio      | 21        |
| Chievo     | 29   | Torino     | 21        |
| Sampdoria  | 28   | Empoli     | 19        |
| Empoli     | 27   | Palermo    | 17        |
| Torino     | 24   | Udinese    | 17        |
| Carpi      | 23   | Atalanta   | 15        |
| Frosinone  | 22   | Carpi      | 15        |
| Palermo    | 22   | Genoa      | 13        |
| Udinese    | 22   | Sampdoria  | 12        |
| Bologna    | 20   | Verona     | 10        |
| Verona     | 18   | Frosinone  | 9         |

#### Primati stagionali
Squadre:
- Maggior numero di vittorie: Juventus (29)
- Minor numero di vittorie: Verona (5)
- Maggior numero di pareggi: Sassuolo e Verona (13)
- Minor numero di pareggi: Juventus (4)
- Maggior numero di sconfitte: Frosinone (23)
- Minor numero di sconfitte: Roma (4)
- Miglior attacco: Roma (83 gol fatti)
- Peggior attacco: Bologna (33 gol fatti)
- Miglior difesa: Juventus (20 gol subiti)
- Peggior difesa: Frosinone (76 gol subiti)
- Miglior differenza reti: Juventus (+55)
- Peggior differenza reti: Frosinone (−41)
- Miglior serie positiva: Juventus (26, 11ª-36ª)
- Peggior serie negativa: Genoa (5, 14ª-18ª)

Partite:
- Più gol (7):

Sampdoria-Carpi 5-2
Lazio-Verona 5-2
- Maggiore scarto di gol (6): Napoli-Bologna 6-0
- Giornata con maggior numero di gol: 38ª (37)

### Individuali

#### Classifica marcatori
| Gol | Rigori |  | Giocatore          | Squadra                  |
| --- | ------ |  | ------------------ | ------------------------ |
| 36  | 3      |  | Gonzalo Higuaín    | Napoli                   |
| 19  | 6      |  | Paulo Dybala       | Juventus                 |
| 18  | 2      |  | Carlos Bacca       | Milan                    |
| 16  | 1      |  | Mauro Icardi       | Inter                    |
| 14  |        |  | Leonardo Pavoletti | Genoa                    |
| 14  |        |  | Mohamed Salah      | Roma                     |
| 13  | 1      |  | Massimo Maccarone  | Empoli                   |
| 13  | 3      |  | Éder               | Sampdoria (12) Inter (1) |
| 13  | 7      |  | Josip Iličić       | Fiorentina               |
| 12  |        |  | Nikola Kalinić     | Fiorentina               |
| 12  | 2      |  | Lorenzo Insigne    | Napoli                   |
| 12  | 4      |  | Andrea Belotti     | Torino                   |
| 11  |        |  | Cyril Théréau      | Udinese                  |
| 10  |        |  | Mario Mandžukić    | Juventus                 |
| 10  |        |  | Alberto Gilardino  | Palermo                  |
| 10  | 1      |  | Miralem Pjanić     | Roma                     |
| 10  | 6      |  | Antonio Candreva   | Lazio                    |

### Arbitri
Di seguito è indicata, in ordine alfabetico, la lista dei 35 arbitri che hanno preso parte alla Serie A 2015-2016. Tra parentesi è riportato il numero di incontri diretti. 
- Eugenio Abbattista (1)
- Rosario Abisso (2)
- Gianluca Aureliano (1)
- Luca Banti (17)
- Gianpaolo Calvarese (16)
- Domenico Celi (18)
- Angelo Cervellera (15)
- Daniele Chiffi (2)
- Antonio Damato (16)
- Marco Di Bello (17)
- Daniele Doveri (17)
- Michael Fabbri (14)
- Claudio Gavillucci (14)
- Andrea Gervasoni (19)
- Davide Ghersini (3)
- Piero Giacomelli (16)
- Marco Guida (16)
- Massimiliano Irrati (18)

- Federico La Penna (1)
- Gianluca Manganiello (1)
- Fabio Maresca (3)
- Maurizio Mariani (14)
- Davide Massa (17)
- Paolo Mazzoleni (17)
- Daniele Orsato (16)
- Luca Pairetto (3)
- Fabrizio Pasqua (2)
- Nicola Rizzoli (17)
- Gianluca Rocchi (18)
- Riccardo Ros (1)
- Carmine Russo (16)
- Francesco Paolo Saia (1)
- Marco Serra (1)
- Paolo Tagliavento (14)
- Paolo Valeri (16)